# Green Bay Packers
Die Green Bay Packers sind ein American-Football-Team der National Football League (NFL) aus Green Bay, Wisconsin. Die Mannschaft spielt in der National Football Conference (NFC) in der Northern Division. 1919 wurden die Packers gegründet und traten 1921 der American Professional Football Association (APFA), der späteren NFL bei. Nach den Arizona Cardinals und den Chicago Bears sind sie damit das drittälteste Mitglied der NFL. Da die Bears und die Packers seit ihrem ersten Aufeinandertreffen in derselben Division spielen, besteht zwischen den beiden Teams die längste Rivalität in der Geschichte der NFL.
Die Green Bay Packers sind das einzige Team im US-Profisport, das nicht Eigentum eines einzelnen Besitzers ist, sondern mehr als 360.000 Anteilseignern gehört. Die Green Bay Packers sind darüber hinaus das älteste Team, das noch immer an seinem Gründungsort spielt. Zudem ist die Spielstätte der Packers, das 1957 eröffnete Lambeau Field, das älteste Stadion der NFL.
Mit 13 Meisterschaften konnten die Packers bisher die meisten Titel in der Geschichte der NFL gewinnen, davon neun Titel vor der Super-Bowl-Ära und vier Super Bowls. Zuletzt gewannen die Packers 2010 den Super Bowl XLV. Die Trophäe des Super Bowls ist nach dem ehemaligen Trainer der Packers, Vince Lombardi, benannt.

## Geschichte

### 1919 bis 1929 – Gründungsjahre
Die Green Bay Packers wurden am 11. August 1919 von Curly Lambeau und George Whitney Calhoun, einem Sportjournalisten der Green Bay Press-Gazette, gegründet. Lambeau war als Expedient bei der Indian Packing Company tätig, als er 1919 seinen Arbeitgeber um 500 US-Dollar bat, um für ein Footballteam Ausrüstungsgegenstände erwerben zu können. Die Firma investierte das Geld, mit der Bedingung, dass das Team nach der Firma benannt werden sollte. Die Gründung der Mannschaft war dabei eine eher ruhige, fast unbedeutende anmutende Angelegenheit, da die Green Bay Press-Gazette erst zwei Tage später, am 13. August 1919, zum ersten Mal über die neugegründete Footballmannschaft in Green Bay berichtete, wobei in dem Bericht von den Indians als auch Packers berichtet wurde. Weitere zwei Tage später, am 15. August, benutzte die Gazette aber bereits nur den Namen Packers zur Berichterstattung, womit die Green Bay Packers als halbprofessionelles Footballteam entstanden.
Zwei Jahre später, am 27. August 1921, wurden die Packers Mitglied der National Football League (NFL), die erst ein Jahr zuvor als American Professional Football Association (APFA) gegründet worden war. Das erste offizielle Ligaspiel in der Team-Geschichte war ein 7:6-Sieg über die Minneapolis Marines am 23. Oktober, vor schon 6.000 Zuschauern. Bis auf solche Ausnahmen, in denen die damalige Spielstätte mehr als ausgelastet wurde, bestimmten allerdings finanzielle Probleme die ersten Jahre des Teams, da z. B. ihr Spielfeld in der ersten Saison 1919 noch keinen Zaun hatte, also jeder einfach direkt am Feld zuschauen konnte und die Packers während der Spiele einen Hut durch die Zuschauerreihen gehen ließen, um Spenden zu sammeln. Unter anderem durch den großen Einsatz von Lambeau und vier weiteren Geschäftsmännern, die insgesamt als die Hungry Five bekannt wurden, konnten jedoch die Geldprobleme geregelt werden. Die Gruppe schaffte es u. a. durch Aktienverkäufe, sogenannte stock sales, die Geldmittel zu erhöhen, das Team 1923 in eine gemeinnützige Organisation, der sogenannten Green Bay Packers, Inc., umzuwandeln und den Green Bay Packers Board of Directors zu etablieren. Mit der Umwandlung des Teams in eine gemeinnützige Organisation, wurde der Grundstein für die bis heute einmalige Besitzstruktur in den amerikanischen Ligen begründet: die Mannschaft gehört den Fans. Durch die gemeinnützigen Spenden der lokalen Geschäftsführer und der Fans waren die Packers finanziell erstmal gerettet. Spielerisch hatte sich die Mannschaft ihre ersten NFL-Sporen durch das Erreichen von immer positiven Bilanzen bereits verdient. Nachdem man im ersten Jahr der Ligazugehörigkeit drei von sechs Spielen gewonnen hatte, im zweiten Jahr eine Bilanz von vier Siegen, drei Niederlagen und Unentschieden aufwies, konnte man in den folgenden Jahren immer mindestens sechs Spiele gewinnen. Unter Lambeau, der seit der Gründung der Mannschaft sowohl Spieler als auch ihr Trainer war, entwickelten sie sich in den nächsten Jahren zu einer starken Mannschaft. Er verwendete dabei schon früh den Vorwärtspass als Angriffswaffe und verfeinerte dieses Passspiel in den folgenden Jahren immer weiter. Dass die Packers bis dahin ein solides Fundament aufgebaut hatten, zeigte sich 1927 bei einem League Meeting, als die NFL auf Anraten vom Ligapräsidenten Joe Carr drastisch von 22 auf zwölf Teams reduziert wurde. Den Schritt erklärte Carr damit, dass nur die finanziell gesunden Teams, von denen es nicht sehr viele gab, für den Erfolg der Liga wichtig waren. So bekamen nur noch Klubs mit solidem Etat eine Lizenz für die NFL. Neben den Metropolen Chicago und New York gehörte zu den verbliebenen Städten eben auch der kleine Ort Green Bay.

### 1929 bis 1934 – Die ersten Titel
Da die Packers zum Ende der 20er Jahre eine stabile finanzielle Lage aufwiesen, konnten sie 1929 Spieler wie Mike Michalske, John McNally oder Cal Hubbard, die später allesamt in die Hall of Fame aufgenommen wurden, nach Green Bay holen. Zu dieser Zeit gab es jedoch noch keinen NFL Draft und jeder Spieler konnte bei jeder Mannschaft seiner Wahl einen Vertrag unterschreiben. Lambeau hatte jedoch einen guten Blick für talentierte Spieler und holte diese in seine Mannschaft. In den Anfangsjahren wurde der Meister in der NFL auch noch nach dem Tabellenstand am Ende der Saison ermittelt, wie es heutzutage im Fußball gang und gäbe ist. Nachdem die Packers 1927 noch knapp hinter den New York Giants den 2. Platz belegt hatten, gewannen sie im Jahre 1929 den ersten Titel. Zusammen mit Arnie Herber, der sich den Packers 1930 anschloss und die Spielposition von Lambeau übernahm, konnten sie ihren Titel 1930 und 1931 verteidigen. In dieser Zeit waren die Packers 29 Heimspiele in Folge ungeschlagen, was bis heute (2018) ein Rekord in der NFL ist. Sie sind bis heute (2024) auch das einzige Team in der NFL, das drei Meistertitel in Folge erringen konnte. Den Packers sollte dies zwischen 1965 und 1967 ein zweites Mal gelingen.

### 1935 bis 1945 – Die „Don-Hutson-Ära“

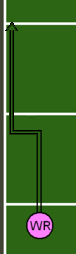
Schaubild der chair-Route, einer Laufroute für Receiver, die von Hutson entwickelt wurde

Nachdem man in der Saison 1932 noch die meisten Siege in der Liga hatte erzielen können, musste man 1933 und 1934 im Mittelfeld der Liga ausharren. 1935 kam mit Don Hutson der erste moderne Wide Receiver, der überwiegend zum Fangen von Pässen eingesetzt wurde und der mehr als 1.000 Yards Raumgewinn in einer Saison mit Passfängen erzielte, zu den Green Bay Packers. Dass Hutson in die NFL gekommen ist, ist eher einem Zufall zu verdanken. Er selbst hatte nicht daran gedacht, nach seinem College-Abschluss an der University of Alabama Profi-Football zu spielen. Dies lag daran, dass es in den Südstaaten keine NFL-Teams gab und dadurch keine Berichterstattung über die NFL stattfand. Der Informationsfluss andersherum funktionierte jedoch besser und Lambeau holte den mit 80 Kilo schmächtigen Hutson nach Green Bay. Mit ihm und Herber als Passgeber waren Lambeau und die Packers wieder ein Spitzenteam in der NFL und hatten die am meisten gefürchtete und dynamischste Offensivewaffe in ihren Reihen. Lambeau als Head Coach befeuerte wie zu seinen Zeiten als Spieler den Spielstil über das Passen und gilt damit als Architekt des Passspiels. Zudem machte er Hutson zum ersten echten Split End der NFL und positionierte ihn weit an den Außenseiten der Line of Scrimmage, anstatt wie ein üblicher End direkt neben der Offensive Line. Damit wurde die Defense auseinandergezogen und Hutson konnte dadurch in der Liga mit Schnelligkeit und Beweglichkeit brillieren. Zum ersten Mal wurden die damaligen Defensive Backs mit einem Receiver konfrontiert, der die 100 Yards in 9,8 Sekunden lief und in diesem Tempo bis dahin noch nicht gesehene Körpertäuschungen vollführen konnte und damit die heute komplett alltäglichen Receiving-Routen zum Leben erweckte. Schon zu seiner Collegezeit entwickelte er nach seiner wegweisenden Idee gemeinsam mit Dixie Howell, dem Halfback und Passgeber der Crimson Tide (vom Quarterback war damals noch keine Rede), geplante Routen, die der Passempfänger auf dem Spielfeld abläuft. Mit Absprache des Passgebers lief er so seine kreierten Routen, z. B. eine sogenannte chair-Route, nach dem heutigen Spielverständnis eine Out-Route gefolgt von einer Fly-Route und nahm dabei dem vom Passgeber geworfenen Ball auf. Diese Wege und Manöver waren für die damaligen Cornerbacks nur schwer zu verteidigen, weshalb es Hutson öfter als den anderen damaligen Spielern gelang, den Ball zu fangen und Touchdowns zu erzielen. Eine weitere Besonderheit des damaligen Packersspiels war es, dass Lambeau den Wert von Spezialisten erkannte. Nach der üblichen Spielweise hätte Hutson eigentlich als Defensive End gespielt und hätte gegen Spieler gespielt, die 20 Kilogramm schwerer waren und die ihn somit leicht umgerannt hätten. So wurde Hutson von Lambeau als Safety eingesetzt, um ihn einerseits etwas zu schonen und anderseits mögliche gegnerische geworfene Pässe der Gegner abzuwehren oder selbst zu fangen. Mit diesen Möglichkeiten konnten die Packers in den nächsten Jahren viermal in das NFL-Endspiel einziehen. 1936 spielten sie zum ersten Mal mit Hutson im Endspiel und besiegten darin die Boston Redskins mit 21:6. In den Jahren 1939 und 1944 folgten zwei weitere Titelgewinne. 1939 mussten sich die New York Giants mit 27:0 geschlagen geben, 1944 besiegten sie die Giants erneut. Das Spiel endete 14:7. Zuvor ging das erste Endspiel gegen die Giants im Jahr 1938 mit 17:23 verloren.

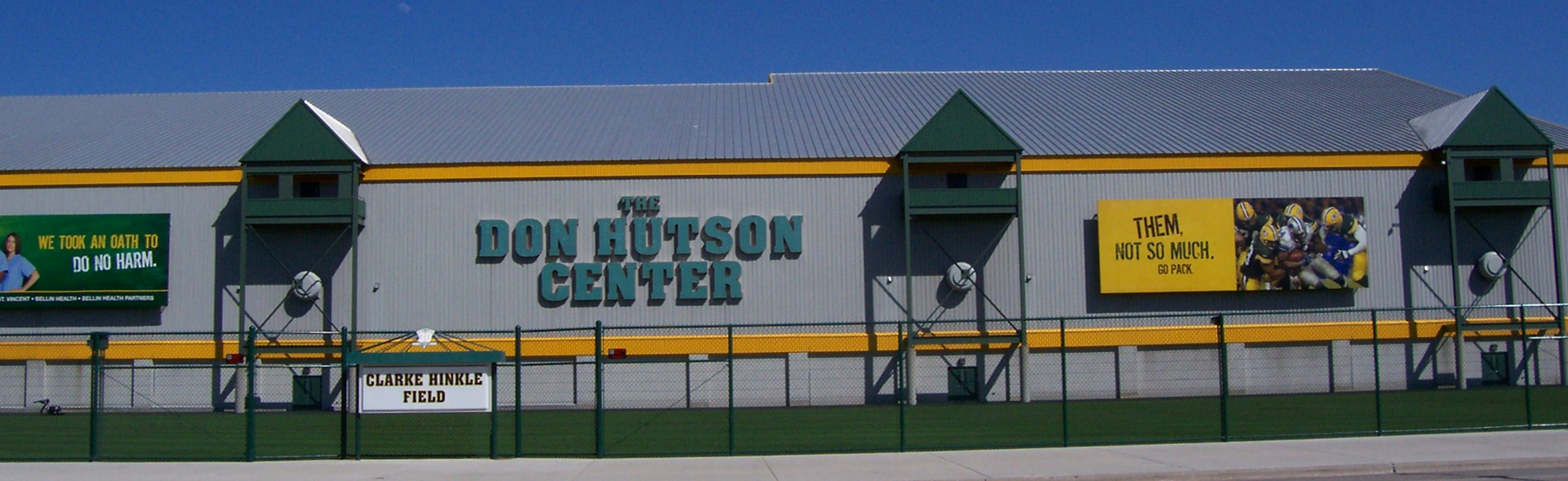
Don Hutson Center

Bei seinem Rücktritt 1945 hielt Hutson alle wichtigen Rekorde in der NFL und bei den Packers, die sich auf das Fangen der Bälle bezogen. Mit 825 Punkten hatte er auch damals die bis dahin meisten Punkte erzielt. Sein Rekord von 99 gefangenen Touchdowns während einer Laufbahn wurde erst 44 Jahre später von Steve Largent gebrochen. Von den damals aufgestellten Rekorden sind einige bis heute noch gültig (Stand: Saisonende 2018). So hat er bis heute für Green Bay die meisten Touchdowns erzielt, hat mit 29 Punkten die meisten Punkte in einem Viertel erzielt oder hat achtmal die Liga mit den meisten receptions in einer Saison, also den Ballfängen, angeführt. Durch seine Leistungen kann Hutson dadurch als der Urvater der modernen Wide Receiver betrachtet werden, da er in den 30er und 40er Jahren, als das Passspiel nichts anderes war als ein Verzweiflungsakt, die Liga mit seinen Touchdowns revolutionierte. Er war der erste moderne Receiver und darf mit Fug und Recht in einem Atemzug mit Babe Ruth genannt werden, der Home Runs schlug, als die Liga das Konzept noch gar nicht erfasst hatte. Er machte das gleiche mit Touchdown-Receptions und fing mehr Touchdowns durch die Luft als andere Teams insgesamt. Seine Trikotnummer (#14) ist die erste Nummer in der Geschichte der Packers, die nicht mehr vergeben wurde. Eine 1994 erbaute Trainingshalle der Packers trägt seinen Namen: Don Hutson Center.

### 1946 bis 1958 – Der Absturz
Nach dem Rücktritt von Hutson nach der Saison 1945 begann die erste Talfahrt der Packers, die Lambeau als Trainer und General Manager des Teams nicht aufhalten konnte. Das Team verpasste von 1946 bis zur Verpflichtung von Vince Lombardi nach der Saison 1958 jedes Jahr die Play-offs. Da diese Talfahrt 1946 noch nicht absehbar war, kaufte Lambeau mit Zustimmung des Board of Directors in dem Jahr die Rockwood Lodge, ein Trainingsgelände, auf dem die Spieler und deren Familien während der Trainingszeit leben konnten. Rockwood Lodge, das 15 Meilen nordöstlich von Green Bay lag, war bis 1949 die Trainingsstätte der Packers und gleichzeitig auch die erste eigenständige Trainingsanlage in der Geschichte des Profifootballs. Allerdings war die Trainingsanlage nicht unumstritten, da die Anschaffung der Lodge sehr kostspielig war und etwa 25 % des Jahresbudget verschlang, den Fans damals zu weit von Green Bay lag und der eigentliche Übungsplatz aufgrund des extrem harten Bodens schlecht zum eigentlichen Trainieren war. Zudem belastete das Gelände die Packers weiter finanziell sehr stark, wodurch sie wieder wirtschaftlich in Schwierigkeiten gerieten, da zum einen das damalige City Stadium, die Heimstätte der Packers seit 1925, bautechnisch und wirtschaftlich überholt war und zum anderen es mit der neugegründeten All-America Football Conference (AAFC) ab 1946 eine Konkurrenzliga zur NFL gab, deren Mannschaften neu gedrafteten und schon erfahrenen Spielern wesentlich mehr Gehalt bezahlten. Diese Kostensteigerung spürten auch die Packers, da sich z. B. Johnny Strzykalski und Ernie Case, die Erstrunden Draft-Picks der Packers von 1946 und '47, entschieden, bei den San Francisco 49ers, bzw. den Baltimore Colts zu spielen.

Schaubild der Notre Dame Box, einer Formation der Offense, die großen Erfolg im College Football bei den Notre Dame Fighting Irish und in der NFL bei den Green Bay Packers der 1920er und '30er hatte

Die finanziellen Engpässe und die Tatsachen, dass Lambeau auf dem Spielfeld einerseits erst ab 1947 die damals moderne T-Formation spielen ließ und somit sehr spät von der Notre Dame Box abließ, einer Variation der Single-Wing Formation, die Lambeau während seiner Zeit bei Notre Dame kennen und schätzen gelernt hatte. Zum anderen änderte sich abseits des Feldes sein Fokus auf die Mannschaft. So verbrachte er die Off-Season nicht zusammen mit dem Team, sondern hielt sich in Kalifornien auf. Die schlechte finanziellen Lage und schlechten Trainingsbedingungen wirkten sich auch auf das Spielfeld aus. So schafften die Packers 1946 und 1947 mit 6-5, bzw. 6-5-1 noch eine positive Bilanz, aber schon 1948 beendete man die Saison mit einer negativen Bilanz von 3-9. In den 28 Jahren unter der Leitung von Lambeau, war es erst das zweite Mal, dass die Packers mehr Niederlagen als Siege in einer Saison hatten. 1949 konnte man sogar nur zwei Siege erzielen, was innerhalb des Franchise zu großen Problemen und Spannungen führte. Die finanzielle Lage war so dramatisch, dass Lambeau 1949 sein Gehalt und das Gehalt des Teams kürzte. Da das noch nicht ausreichte, um alle Verpflichtungen zu erfüllen, nutzte er den Anlass, um ein Angebot von vier möglichen Investoren vorzubringen, die insgesamt 200.000 US-Dollar bezahlt hätten. Als Voraussetzung wurde dafür jedoch gesehen, dass die Mannschaft vom öffentlichen in einen privaten Besitz überführt worden wäre. Dieses Angebot wurde jedoch vom Board of Directors abgelehnt. Stattdessen legten Lambeaus Gegner im Board of Directors ihn einen neuen Vertrag vor, mit dem er alle Autoritäten außerhalb des Spielfeldes verloren hätte.
Da er diesen Vertrag nicht unterschrieb, kam erst am 1. Februar 1950 neue Bewegung in die Trainerdiskussion. An dem Tag unterschrieb Lambeau einen neuen Vertrag als Trainer bei den Chicago Cardinals, womit nach 31 Jahren und 228 Siegen, 106 Niederlagen, 22 Unentschieden und sechs NFL-Meisterschaften eine Ära in Green Bay endete. Eine Woche zuvor brannte Rockwood Lodge, das hauptsächlich aus Holz bestand, noch bis heute aus ungeklärten Ursachen komplett ab. Das Geld, das die Packers daraufhin von der Versicherung bekam, löste die finanzielle Not der Packers größtenteils auf und stellte sicher, dass die Mannschaft in Green Bay bleiben konnte. Mit einem zusätzlichen stocksale, also einen Aktienverkauf, der 1950 zum dritten Mal bei den Packers standfand und etwas mehr als 100.000 US-Dollar einbrachte, sicherte man den Spielbetrieb für die nächsten Jahre. Spielerisch konnte jedoch die Talfahrt auch unter den neuen Trainern Gene Ronzani und Lisle Blackburn nicht gestoppt werden, da man in keiner dieser Saisons mehr Siege als Niederlagen erreichte. Zudem wurde die Stadt von der Liga dazu gedrängt, entweder ein neues Stadion zu bauen oder die Packers zu verlieren, da das alte City Stadium seit den 1940ern nicht mehr den Anforderungen der NFL genügte. So wurde 1957 das in knapp einem Jahr gebaute New City-Stadium neu eröffnet. Später wurde das Stadion zu Ehren des Packersgründers Curly Lambeau in Lambeau Field umbenannt. Die Zuschauer sahen in den ersten zwei Spielzeiten jedoch nur zwei Siege in dem Stadion. Der Tiefpunkt war 1958 erreicht, als die Packers ihre schlechteste Saison ihrer Geschichte unter Trainer Ray McLean mit einer Bilanz von 1-10-1 spielten. Da sich die Management-Methoden bei den NFL-Teams professionalisierten und die Zukunft des Sports augenscheinlich in den großen Städten lag, war für den Provinzmarkt Green Bay nach der schlechtesten Saison ihrer Geschichte die Auflösung eine realistische Option.

### 1959 bis 1967 – Die „Vince-Lombardi-Ära“
Die Verpflichtung von Vince Lombardi am 2. Februar 1959 als Head Coach und General Manager markierte einen Wendepunkt. Zuvor war Lombardi, zusammen mit Tom Landry, der später Head Coach der Dallas Cowboys wurde und dabei oft gegen die Packers spielte, Assistant Coach der New York Giants und galt als einer der kreativisten Köpfe seiner Zunft mit Hang zu radikalen Neuerungen. In Green Bay konnte Lombardi sofort seine Coaching-Philosophie umsetzen und formte innerhalb von nur drei Jahren aus einer Randnotiz einen NFL-Champion. Diese Philosophie bestand aus einem autoritären Stil, der aber auch Selbstständigkeit förderte. Dieser Umstand zeigte sich zum Beispiel beim extremen Training, das bei einigen Spielern zu Übelkeit und Bewusstlosigkeit führte. So machte er die Spieler wieder fit und formte aus dem Loser-Team einen Gewinner samt 7-5-Bilanz in seiner ersten Saison. Dabei musste er keine komplette neue Mannschaft nach Green Bay holen, sondern konnte aus bis dahin unscheinbaren Spielern, wie Bart Starr, Jim Taylor, Paul Hornung, Forrest Gregg oder Ray Nitschke wählen. Diese wurden in den Jahren zuvor von den Packers gedraftet und zeigten unter Lombardis Trainingsmethoden wieder ihr bis dahin verborgenes Talent. Bart Starr, der 1956 erst in der 17. Runde an 200. Stelle von den Packers gedraftet wurde, zeigt diese Leistungsentfaltung sehr gut. Anfangs kam er nur hinter Tobin Rote oder Babe Parilli sporadisch zum Einsatz. Erst als Lombardi das Ruder übernahm und Starrs Spielverständnis in Kombination mit dessen Nerven- und Armstärke erkannte, stieg er zum Starting Quarterback auf und beendete erst 1971, aufgrund einer Operation an seinem Wurfarm, seine große Laufbahn. Des Weiteren konnte Lombardi durch seine taktische Tüftelarbeit neue Strategien und Taktiken schnell aufnehmen und bis zur Perfektion verfeinern. Dieses unermüdliche Streben nach Perfektion zeigte sich im Packers Sweep, oder auch bekannt als Lombardi Sweep, einem Spielzug im American Football.

#### Der Packers Sweep und seine Ausführung
Der Packers Sweep basiert auf einem Sweep, einem Laufspielzug, bei dem einer der Backs zunächst parallel zur Line of Scrimmage Richtung Seitenlinie läuft, um dann hinter den Vorblockern plötzlich die Richtung zu wechseln und in dem freigeblockten Raum nach vorne zu laufen. Der Spielzug wurde beachtenswert, weil die Packers diesen in den 1960er Jahren sehr oft spielten. Lombardi nutzte den Spielzug als Grundlage für den weiteren offensiven Spielplans des Teams. Die Dominanz des Spielzuges und der damit anhaltende Erfolg von Lombardis Mannschaft in den 60ern, festigte den Ruf des Packers Sweep als einer der renommiertesten Spielzüge in der Geschichte des American Footballs.

Ein Schaubild des Packers Sweep gegen eine damals typische 4-3 Defense. Quarterback (QB) Bart Starr nimmt den Ball nach dem Snap und übergibt oder pitcht den Ball zum Halfback (HB), bei dem es sich in der Regel um Paul Hornung handelte.

Den ersten Spielzug, den Lombardi seiner Mannschaft beibrachte, als er in Green Bay ankam, war der Sweep. Er setzte Paul Hornung permanent als Halfback ein und machte ihn dadurch zum vornehmlichen Ball Carrier während des Sweeps. Für den Teamerfolg entwickelte er den Spielzug immer weiter und ließ die Mannschaft den Spielzug immer wieder üben, damit sie ihn perfekt ausführten. Der Spielzug wurde zum Inbegriff von Lombardis Philosophie:
„Ein einfacher, von Grund auf solider Spielzug, bei dem die gesamte Mannschaft zusammenarbeitet, um den Ball zu bewegen.“
Obwohl jeder Spieler eine spezielle Rolle ausführen musste, waren die Ausführungen des Centers, des Halfbacks und der beiden Guards als Vorblocker besonders wichtig für den Erfolg des Spielzuges. Die Aufgabe des Centers, die die meiste Zeit von Jim Ringo wahrgenommen wurde, war den Weg des Defensive Tackles oder des Middle Linebacker abzuschneiden, damit keine Verteidiger hinter die Line of Scrimmage kamen und das Play beendet hätten. Diesen Schutz brauchte wiederum Jerry Kramer als rechter Guard, der, wenn der Lauf über die rechte Seite des Spielfeldes ging, diesen Raum für den Ballträger als Vorblocker freimachte. Die schwierigsten Blocks musste Fred „Fuzzy“ Thurston als linker Guard ausführen, da er den ganzen Weg über das Feld als Vorblocker für den Ballträger fungierte. Der linke Guard musste sich auch entscheiden, je nachdem wie die Verteidiger sich verhielten, ob er den Spielzug rechts oder links vom Tight End weiterspielen konnte. Der Ballträger, im Normalfall der Halfback, entschied dann, ob er auch nach innen oder nach außen weiter lief, je nachdem wo mehr Platz war. Der Fullback, welcher im Normalfall von Jim Taylor ausgeführt wurde, Tight End und linke Tackle mussten ebenfalls für den Erfolg des Play ordentlich blocken.

#### Die Auswirkung
Neun Saisons lang ließ Lombardi den Packers Sweep mit großem Erfolg ausführen, wobei geschätzt wird, dass der Spielzug in den ersten drei Saisons unter Lombardi im Durchschnitt 8,3 Yards Raumgewinn brachte. Insgesamt war der Spielzug jedoch dafür bekannt „four-yards-and-a-cloud-of-dust“ (deutsch für: vier Yards und eine Staubwolke) zu erzielen, das den Packers ermöglichte, die Spieluhr zu kontrollieren, den Ball langsam über das Spielfeld zu bewegen und damit die Defense zu zermürben. Der Erfolg des Spielzugs zeigt sich auch darin, dass die Packers in den Jahren 1960, 1961, 1962, 1965, 1966 und 1967 ihre Conference als erster nach der Regular Season beendeten und damit im Endspiel um die NFL-Meisterschaft mitspielten. Bis auf 1960, als man noch mit 13:17 gegen die Philadelphia Eagles im NFL Championship Game verlor, gewann man die weiteren fünf Endspiele.
Selbst als die Defense versuchte den Spielzug auf neuen Wegen zu stoppen, ließ Lombardi entweder die neue Schwachstelle angreifen oder eine andere Variation des Sweeps wurde ausgeführt. Tom Landry stellte daraufhin seine Defensive Line flexibler auf, um zu verhindern, dass der Läufer ein Cutback, also eine plötzliche Richtungsänderung, ausführt und dadurch durch das freie Loch in der Line zu gelangen. Als Antwort auf Landrys flexible Verteidigung ließ Lombardi andere Laufrouten spielen, um die neue Aufstellung der Defensive Line auszunutzen. Lombardi entgegnete auch andere defensive Anpassungen, indem er zum Beispiel den Sweep über die linke Seite laufen ließ, verschiedene Vorblocker vorlaufen ließ, einen anderen Ball Carrier einsetzte oder ein Passspiel ausführen ließ.
Die anderen Coaches in der Liga hatten großen Respekt vor dem Packers Sweep, obwohl sie einräumen mussten, dass für den Erfolg des Plays zwei Grundvoraussetzungen gegeben sein müssen: sehr gute Spieler und eine perfekte Ausführung. Während seiner Amtszeit spielten für Lombardi drei Offensive Liner (Jim Ringo, Forrest Gregg und Jerry Kramer), zwei Backs (Paul Hornung und Jim Taylor) und ein Quarterback (Bart Starr), die später in die Pro Football Hall of Fame gewählt wurden. Jeder dieser Offensivspieler war maßgeblich am Erfolg des Packers Sweeps und damit der Offense beteiligt. Ringo, Gregg, Kramer und Taylor stellten jeweils die Blocks für Hornung bereit, der dadurch den Sweep laufen konnte. Starr (der als Quarterback das Play dirigierte) und Taylor waren wesentlich, um den Sweep durch verschiedene Läufer oder durch ein Pass zu variieren. Zusätzlich zu den Hall of Famern gehörten zu Lombardis Teams weitere hochkarätige Spieler, wie z. B. All-Pro Fred „Fuzzy“ Thurston, der als linker Guard die schwierigsten Blocks beim Sweep setzen musste oder Ken Bowman, der als Center die Aufgaben von Jim Ringo übernahm, der ab 1964 bei den Eagles spielte.
Nach den NFL-Meisterschaften 1966 und 1967, dass als Ice Bowl bekannt ist, spielten die Packers nach der Vereinbarung zwischen der NFL und AFL ein zusätzliches Endspiel zur Ermittlung eines „wahren“ Landesmeisters. Die Spiele, die damals noch als AFL-NFL World Championship Game ausgetragen wurden und später als Super Bowl weltweit bekannt wurden, haben beide die Packers gewonnen. Im Nachhinein wurde diese beiden Spiele in Super Bowl I und Super Bowl II umbenannt, weshalb die Packers die ersten Gewinner des jährlich stattfindenden Super Bowls sind. Im Super Bowl I, den die Packers gegen die Kansas City Chiefs mit 35:10 gewannen, wurde Bart Starr, der Quarterback der Packers, zum Super Bowl MVP gewählt. Vor dem Spiel war der Druck auf die Packers enorm, da es nicht nur um eine Meisterschaft ging, sondern auch um die Ehre der NFL, die sich damals als die überlegene Liga betrachtete und eine Niederlage im ersten Kräftemessen um jeden Fall verhindern wollte. Das Spiel selbst wurde den hohen Anforderungen jedoch nicht gerecht. Die Defense der Packers kontrollierte das Spiel und die Gegner. Bis zur Halbzeit lagen die Chiefs nur mit 10:14 hinten. Nach der Halbzeit drehten die Packers jedoch auf und gewannen das Spiel deutlich 35:10. Neben der vielbeachteten Offense, schaffte es Lombardi auch die damals beste Defense aufzustellen. Neben Ray Nitschke, dessen Rückennummer zu seinen Ehren bei den Packers seit 1983 nicht mehr vergeben wird, gehörten auch Willie Davis, Henry Jordan, Dave Robinson, Herb Adderley und Willie Wood zur damaligen Defense und sind heute durch ihre Leistungen und Erfolge in die Hall of Fame gewählt worden.
Nach dem Sieg 33:14 gegen die Oakland Raiders im Super Bowl II trat Vince Lombardi als Trainer der Packers zurück. Er blieb noch ein Jahr als General Manager in Green Bay, wechselte dann jedoch im Februar 1969 zu den Washington Redskins, wo er als Head Coach und Minderheitseigner fungierte. Damit endete nach 10 Jahren und insgesamt 98 Siegen, 30 Niederlagen, 4 Unentschieden (Statistikseite als Quelle angeben) und fünf NFL-Meisterschaften und den ersten zwei Super Bowl Siegen eine weitere Ära in Green Bay. Bereits vor dem 3. September 1970, Lombardis Todestag, wurde zu Ehren der Trainerlegende die Highland Avenue, in der die Spielstätte der Packers liegt, in 1265 Lombardi Avenue umbenannt. Auch die Trophäe des Super Bowls trägt seit dem 10. September 1970 seinen Namen, die Vince Lombardi Trophy.

### 1968 bis 1991 – Jahre der Erfolglosigkeit
In den fast 25 Jahren nach dem Weggang von Vince Lombardi gelang es den Packers in nur fünf von 24 Spielzeiten eine positive Bilanz zu erspielen, also mehr Spiele zu gewinnen als zu verlieren. Darunter war auch die verkürzte Saison 1982, als auf Grund eines Streiks der Spieler nur neun statt 16 Spiele in der Regular Season stattfanden. In zwei der fünf Fälle erreichten die Packers die Play-offs, verloren jedoch zwei von drei Partien. In dieser Zeit hatten die Packers mit Phil Bengtson, Dan Devine, Bart Starr, Forrest Gregg und Lindy Infante fünf verschiedene Trainer, wobei Bart Starr und Forrest Gregg zwei ehemalige Spieler die Mannschaft trainierten, die unter Lombardi für Green Bay auf dem Feld standen und Phil Bengtson als ehemaliger Defensive Coordinator unter Lombardi arbeitete. Kurios: Alle diese Trainer brachten das Kunststück fertig, eine schlechtere Siegesquote vorweisen zu können als der jeweilige Vorgänger.
Phil Bengtson, der den Trainerjob von Lombardi übernahm und zuvor unter ihm als Defensive Coordinator arbeitete, konnte in seiner ersten Saison weder an die Leistungen noch Erwartungen der Vorjahre anknüpfen. Mit einer 6-7-1-Bilanz erlangte das Team den dritten Platz in der neubenannten Central Division  und hatte damit seit 1958 wieder einen negativen Record. In der darauffolgenden Saison erreichte man zwar wieder eine positive Saisonbilanz, allerdings verfehlte die Mannschaft wieder die Play-offs. Nachdem 1970 zum dritten Mal hintereinander sowohl Platz drei in der neuen NFC Central-Division erlangt, als auch die Play-offs verpasst worden waren und sich somit die hohen Erwartungen des Managements und der Fans aufgrund der erfolgreichen Jahre unter Lombardi nicht im Ansatz erfüllt hatten, verließ Bengtson die Packers. Der Rücktritt erfolgte, zwei Tage nachdem die Packers am letzten Spieltag von den Lions in einem 0:20-shutout besiegt worden waren (d. h. eine Niederlage eingesteckt hatten, ohne selber Punkte zu erzielen), was deutlich zeigte, wie stark die Mannschaftsleistung nach dem Abgang von Lombardi gesunken war. Einerseits fehlte der Mannschaft die disziplinierte Führung durch Lombardi, anderseits schafften es die Verantwortlichen nicht, ehemalige Leistungsträger, die entweder ihre Karriere beendeten (Jerry Kramer spielte bis 1968, Willie Davis und Henry Jordan spielten bis 1969) oder die Mannschaft wechselten (Herb Adderley und Forrest Gregg gingen nach Dallas), durch Neuverpflichtungen zu ersetzen, bzw. im Draft neue Talente zu finden.
Ab 1971 übernahm Dan Devine den Posten des Head Coaches und des General Managers. Devine, der einer der erfolgreichsten Trainer im College Football war und z. B. zwischen 1958 und 1970 mit den Missouri Tigers in sechs Bowl-Games spielte, konnte am Ende der Saison nur eine Bilanz von 4-8-2 vorweisen. Vorausgegangen war dabei seine Entscheidung, Spieler der erfolgreichen 60er Jahre gegen junge und frische Talente auszutauschen. In der folgenden Saison hatte man mit der Entscheidung einen ersten Erfolg erzielt, da man die reguläre Saison mit einem 10-6-Record als Divionsieger abschloss und wieder in den Play-offs mitspielte. Das Divisional-Play-off-Spiel gegen die Washington Redskins verloren die Packers jedoch auswärts mit 3:16. Das Erreichen der Play-offs war jedoch nur ein kurzfristiger Erfolg, da man in den beiden darauffolgenden Saisons mit einem 5-7-2, bzw. 6-8-Record wieder nur den dritten Platz in der Division erreichte. Dass die Mannschaft so inkonsistent spielte, lag neben dem Fehlen von erfahrenen und gestandenen Spielern auch an fragwürdigen Entscheidungen in der Kaderzusammenstellung. Mit John Brockington im Draft von 1971 und Willie Buchanon im Draft von 1972 konnte man zwar zwei Spieler finden, die am Ende der jeweiligen Saison zum Offensive Rookie of the Year bzw. Defensive Rookie of the Year ausgezeichnet wurden, allerdings handelte Devine 1974 auch einen Trade aus (deutsch für: Tausch), der die Packers-Fans sehr verärgerte. Nachdem das Spiel in Woche sechs gegen die Bears mit 9:10 verloren worden war, wobei Quarterback Jerry Tagge, 11. Pick im Draft von 1972, mit zwei Interceptions mitverantwortlich für die Niederlage gewesen war und in dieser Saison auch nur ein mageres Quarterback Rating von 36,0 aufgewiesen hatte, war Devine der Überzeugung, dass ein neuer Franchise-Quarterback das letzte fehlende Puzzleteil für die Mannschaft war. So holte er den damals bereits 34-jährigen Quarterback John Hadl von den Rams zu den Packers und opferte dafür im Gegenzug fünf Draftpicks (zwei Erstrunden-, zwei Zweitrunden- und ein Drittrunden-Pick für die Drafts von 1975 und 1976). Hadl, der zuvor die meiste Zeit bei den Chargers gespielt hatte und dort mit Hilfe von Sid Gillmans Spielphilosophie mehrmals die meisten Yards in einer Saison geworfen hatte, spielte für die Rams und die Packers jedoch jeweils nur 1,5 Jahre. Während er bei den Rams im ersten Jahr noch 22 Touchdowns bei elf Interceptions warf und mit der Mannschaft bei einem 12-2-Record souverän die Play-offs erreichte, warf er in den 1,5 Jahren bei den Packers nur neun Touchdowns bei 29 Interceptions und hatte in der Zeit eine 7-15-Bilanz. Nachdem die Packers 1974 schließlich die Play-offs verpasst hatten und das Quarterbackexperiment gescheitert war, verließ Devine die Packers und kehrte als Head Coach zum College Football an die University of Notre Dame zurück.

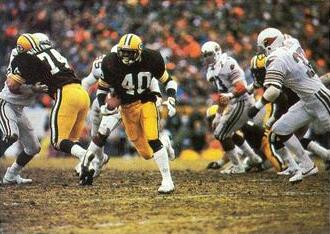
Die Packers im Spiel gegen die Cardinals in der ersten der Runde der NFC-Play-offs 1982

Ersetzt wurde er zur Saison 1975 durch den ehemaligen und langjährigen Quarterback der Packers, Bart Starr. Seine Bilanz als Head Coach ist allerdings bescheiden. Da Starr, bevor er als Head Coach bei den Packers anfing, einerseits nur eine Saison Erfahrung als Trainer vorwies (1972 als Quarterbackcoach unter Devine), und anderseits ihm in den ersten Jahren seiner Trainerlaufbahn die Hände bei der Kaderzusammenstellung durch den verhängnisvollen Trade von John Hadl gebunden waren, stehen seinen 52 gewonnenen Spielen 76 Niederlagen gegenüber. Lediglich in der Saison 1982, als nach einem 57-tägigen andauernder Spielerstreik die Saison verkürzt und die Play-off-Modalitäten geändert werden mussten, gelang es Starr, mit seiner Mannschaft in die Play-offs einzuziehen. Dort wurden zunächst die St. Louis Cardinals mit 41:16 besiegt, bevor man sich den Dallas Cowboys mit 37:26 geschlagen geben musste. Ein Jahr zuvor hatte man die Play-offs noch knapp verpasst, als man bis zum letzten Spieltag noch die Möglichkeit hatte, an der Wild-Card-Runde teilzunehmen. Jedoch scheiterte man durch eine 3:28-Niederlage gegen die New York Jets. 1983 bewegte sich Green Bay die ganze Saison über um die 0,500-Siegesquote. Das Monday-Night-Football-Spiel gegen die Redskins war mit dem 48:47-Sieg der Packers bis zum Aufeinandertreffen der Rams gegen die Chiefs 2018 das punktreichste Spiel in der Geschichte von MNF. Am letzten Spieltag der Saison hatte die Mannschaft wieder die Gelegenheit, sich bei einem Sieg über die Bears für die Endrunde zu qualifizieren. Bis drei Minuten vor Schluss hatten sich die Packers eine ein-Punkteführung erarbeitet. Zudem musste Runningback Walter Payton wegen einer Verletzung an der Seitenlinie pausieren. Den letzten Drive der Bears starteten diese an ihrer 38-Yardlinie und bewegten den Ball bis 1:17 Minuten vor Spielende bis an die zwölf-Yardlinie der Packers. Obwohl diese noch drei Timeouts hatten, nahmen sie keines davon, wodurch die Bears das siegbringende Field Goal, bei einer Restspielzeit von zehn Sekunden, schießen konnten. Beim darauffolgenden Drive der Packers fumbelten diese den Ball und verloren damit das Spiel. Am folgenden Tag wurde Starr, der knapp 26 Jahre für die Packers arbeitete, entlassen.
Schon wenige Tage später, am 24. Dezember 1983, wurde Forrest Gregg als neuer Head Coach vorgestellt. Dieser war ein Mitspieler von Starr und wurde wie er ebenfalls von Lombardi trainiert. Gregg, der zuvor die Cincinnati Bengals coachte, hatte diese zwei Jahre zuvor in den Super Bowl XVI geführt. Diesen Erfolg konnte er aber bei den Packers nicht wiederholen. Nachdem er in seinen ersten beiden Saisons jeweils den zweiten Platz der Division erreicht hatte, stürzte die Mannschaft 1986 mit einem 4-12-Record ab. Die wieder durch einen Spielerstreik verkürzte folgende Saison beendete man mit einem bisschen besseren 5-9-1–Record. Jedoch entschied sich Gregg die Packers zu verlassen, um an seiner Alma Mater, der SMU, als Head Coach anzufangen.
Als Nachfolger für Gregg wurde Lindy Infante als neuer Head Coach zur Saison 1988 vorgestellt. Infante, der zuvor Offensive Coordinator bei den Cleveland Browns war und dort als kluger Play-caller galt, beendete seine erste Saison als NFL-Head Coach mit einem 4-12-Record. Seine zweite Amtszeit verlief jedoch wesentlich erfolgreicher, obwohl die Packers im Draft 1989 Offensive Lineman Tony Mandarich an zweiter Stelle wählten und dieser später von ESPN an Nummer drei der Biggest Sports Flops der Jahre 1979–2004 gewählt wurde, da zu dem Zeitpunkt noch Spieler wie Barry Sanders, Deion Sanders oder Derrick Thomas zur Wahl standen. Genau wie die Minnesota Vikings beendeten die Packers die Saison mit einem 10-6-Record. Da aufgrund der Tie-Breaking-Regelungen der NFL die Vikings einen besseren Record in der Division aufwiesen (6–2 zu 5–3 der Packers), verpassten diese wieder die Post Season. Auch wenn die Leistungen und besonders das Passspiel mit Quarterback Don Majkowski, der zum ersten Mal für über 4.000 Yards warf und Wide Receiver Sterling Sharpe, der die Liga bei gefangenen Bällen anführte und die zweitmeisten Yards fing, die Fans auf besseren Zeiten hoffen ließ, beendeten die Packers die nächsten zwei Saisons wieder mit einem negativen Record auf dem vierten Platz der Division.

### 1992 bis 2007 – Die „Brett-Favre-Ära“
Die Leistungen in den 1970ern, 1980ern und frühen 1990er Jahren führten zu einem neuerlichen Wechsel im Management. Ron Wolf, langjähriger und dabei erfolgreicher Footballfunktionär bei den Oakland/Los Angeles Raiders, erhielt während der Saison 1991 die volle Verantwortung als General Manager für den sportlichen Bereich, ohne dass sich das Board of Directors einmischen sollte. Einer seiner ersten Handlungen bei den Packers war die Entlassung von Head Coach Lindy Infante und die Einstellung des bisherigen Offensive Coordinator der San Francisco 49ers, Mike Holmgren, als neuen Head Coach zur Saison 1992. Holmgren hatte unter Bill Walsh und George Seifert gearbeitet und gelernt und machte die Mannschaft der 49ers durch die Offense zum erfolgreichsten Team dieser Ära.
Kurz nach der Verpflichtung Holmgrens erwarben die Packers den damals unbekannten Quarterback der Southern Miss Brett Favre im Tausch gegen einen First-Round Pick im Draft von den Atlanta Falcons. Für Wolf war Favre bereits im NFL Draft von 1991 der beste Spieler in dem Draft, weshalb Wolf ihn schon vorher in seiner Zeit bei den New York Jets draften wollte. Da dies bei den Jets nicht funktionierte, verpflichtete er Favre über die Packers. Favre übernahm nach einer Verletzung von Don Majkowski, im Spiel gegen die Cincinnati Bengals, das bis dahin zäh verlief. Doch 1:07 Minuten vor dem Ende des Spiels erhielten Favre und die Seinen die Chance, den 23:17-Rückstand aufzuholen. 13 Sekunden vor Schluss fand Favre Kitrick Taylor mit einem Touchdown-Pass und die Packers gewannen das Spiel. Eine Woche später startete Favre gegen die Pittsburgh Steelers und verpasste danach bis zum Jahre 2007 kein einziges Spiel der Green Bay Packers. Er entwickelte sich dabei in den folgenden Jahren durch seine aggressive Spielweise, die durch sein Armstärke, seiner Siegermentalität und Führungsstärke geprägt war, zu einem absoluten Fanliebling. Die Saison 1992 beendeten die Packers mit einer Bilanz von neun Siegen bei sieben Niederlagen.
1993 profitierten die Packers von der neugeschaffenen Unrestricted Free Agency. Defensive End Reggie White, dem wohl damals besten Defensivspieler und begehrtesten Free Agent, wechselte von den Philadelphia Eagles zu den Packers. Dieser Coup gilt bis heute als einer der besten in der Geschichte der NFL. White vertraute der sportlichen Ausrichtung der Packers zu einem Team mit totalem „Engagement zu gewinnen.“ Mit Brett Favre in der Offense und Reggie White in der Defense, der aufgrund der Dominanz auf seiner Position The Minister of Defense genannt wurde, erreichten die Packers 1993 und 1994 jeweils die zweite Runde der Play-offs, scheiterten dort aber jeweils an den Dallas Cowboys. 1995 gewannen die Packers zum ersten Mal seit 1972 die NFC Central. Nach einem 37:20-Sieg gegen das Ex-Team von Brett Favre, die Atlanta Falcons, besiegten sie den Titelverteidiger aus San Francisco im Candlestick Park mit 27:17. Erst im NFC Championship Game waren erneut die Cowboys eine Nummer zu groß für das Team aus Wisconsin.

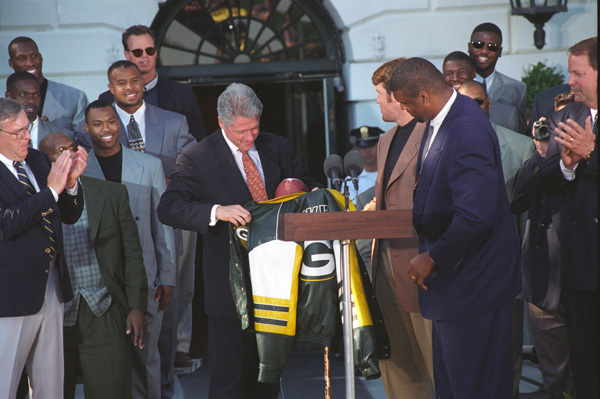
Brett Favre und Reggie White (vorne) überreichen Präsident Bill Clinton im Mai 1997 eine Packers-Jacke.

1996 gelang dann der große Triumph. Mit einer Bilanz von 13 Siegen bei drei Niederlagen zogen die Packers als bestes Team der Saison in die Play-offs ein und sicherten sich dadurch die sogenannte Home Field Advantage (deutsch für: Heimvorteil), so dass die Packers alle Play-off-Spiele (mit Ausnahme des Super Bowls) im heimischen Lambeau Field austragen durften. Die Packers stellten den besten Angriff, die beste Verteidigung und verfügten zudem mit Desmond Howard über einen Return-Spezialisten, der etliche Punts und Kickoffs bis tief in die gegnerische Hälfte oder sogar zu einem Touchdown zurücktrug. Im Divisional Play-off Game besiegten die Packers daraufhin zuerst die San Francisco 49ers mit 35:14 und im NFC Championship Game die Carolina Panthers mit 30:13, wodurch sie nach 30 Jahren wieder in einem Super Bowl spielten. Im Super Bowl XXXI trafen sie dabei auf die von Bill Parcells trainierten New England Patriots und besiegten diese mit 35:21. Zum Star und Super Bowl MVP des Abends, an dem die Packers nach 29 Jahren wieder die Vince Lombardi Trophy in die Hand halten konnten, avancierte Returner Desmond Howard, der u. a. in der zweiten Halbzeit einen Kickoff von der eigenen Ein-Yard-Linie zum Touchdown zurücklief und insgesamt 244 Return-Yards in dem Spiel erlief.
1997 standen die Packers nach einer erneuten 13-3-Bilanz und Siegen in den Play-offs gegen die Tampa Bay Buccaneers und die San Francisco 49ers wieder im Endspiel. Im Super Bowl XXXII trafen sie auf die Denver Broncos, die eine 12-4-Bilanz aufwiesen und in den Play-offs die Jacksonville Jaguars, Kansas City Chiefs und Pittsburgh Steelers ausschalteten. Die Broncos, angeführt von Quarterback John Elway, Runningback Terrell Davis und Tight End Shannon Sharpe, stellten zwar den besten Angriff, allerdings hing den Broncos auch das Verlierer-Image an. So war der Super Bowl gegen die Packers der fünfte Versuch, die Vince Lombardi Trophy zu gewinnen. Mit Favre, der zum dritten Mal hintereinander zum Saison-MVP gekürt wurde, und dem zwar nur zweitbesten Angriff über der Saison, allerdings mit einer mit Reggie White hart spielenden Verteidigung im Rücken, gingen die Packers als deutlicher Favorit ins Endspiel und wollten dadurch die nächste Titeldynastie mit der Mannschaft stellen. Das Spiel ging jedoch mit 24:31 verloren.
In den nachfolgenden Jahren hatten die Packers Höhen und Tiefen zu verzeichnen. 1998 erreichten sie mit einer Bilanz von elf Siegen bei fünf Niederlagen erneut die Play-offs und trafen dort zum vierten Mal in Folge auf die San Francisco 49ers. Die Packers hatten zuvor alle drei Duelle in den Play-offs seit 1995 gegen die 49ers siegreich gestalten können. In einem spannenden Spiel gewannen die 49ers mit 30:27 zum ersten Mal überhaupt gegen die Packers unter Favre. Dieses Spiel hatte auch im Nachhinein sowohl für die Packers als auch für die NFL weitreichende Konsequenzen.
Im letzten Drive der 49ers, der den Sieg bringen sollte, sahen viele einen Fumble von 49ers Receiver Jerry Rice, die Schiedsrichter entschieden jedoch auf down by contact. Die TV-Bilder bestätigten den Verdacht, dass es sich um einen Fumble handelte. In der kommenden Saison wurde dann ein Instant-Replay-System eingeführt (deutsch für: Videobeweis).
Für die Packers begann der Umbruch bereits einige Tage nach dem Ausscheiden aus den Play-offs mit dem Rücktritt von Mike Holmgren, der bei den Seattle Seahawks den Posten als Vizepräsident, General Manager und Head Coach übernahm. Mit ihm ging ein Großteil des Trainerstabes. In den Jahren 1999 und 2000 hatten die Packers mit den Play-offs nichts zu tun. Im Juni 2001 zog sich auch Ron Wolf offiziell als General Manager der Packers zurück. Mit den Entscheidungen, die Wolf traf, wurde aus den Packers, die 23 Jahre vor Wolfs Arbeit nur vier Saisons mit einer positiven Bilanz hatten, ein Team, das in neun Jahren eine 92-52-Bilanz aufwies, sechsmal hintereinander in den Play-offs spielte, zweimal am Super Bowl teilnahm und einen davon (Super Bowl XXXI) gewann.
Dank spektakulärer Spielzüge von Brett Favre und Ahman Green sowie einer formidablen Offensive Line spielten die Packers zwischen 2001 und 2004 respektable Spielzeiten. Sie scheiterten jedoch überraschenderweise in den Play-offs. Bis zur Saison 2003 verloren die Packers kein einziges Heimspiel in den Play-offs (13 Siege, davon elf im Lambeau Field und zwei in Milwaukee). Die Siegesserie endete am 4. Januar 2003 mit einer 7:27-Niederlage gegen die Atlanta Falcons im NFC Wild Card Game. Im Januar 2005 verloren die Packers erneut ein Play-off-Spiel im heimischen Lambeau Field gegen die Minnesota Vikings.
In Folge dieser Niederlage gab es einige Veränderungen bei den Packers. Mike Sherman, der bis dahin sowohl den Posten als Head Coach als auch den des General Manager ausführte, verlor unter anderem auf Grund von Kommunikationsproblemen mit etlichen Spielern zunächst den Posten als GM und wurde durch Ted Thompson ersetzt. Ein Jahr später, nach einer enttäuschenden 2005er Saison mit vier Siegen und zwölf Niederlagen verlor Sherman auch den Job als Head Coach und wurde durch Mike McCarthy ersetzt. McCarthy war 1999 schon als Quarterback-Trainer bei den Packers.
Nachdem die Packers im ersten Jahr unter McCarthy die Play-offs verpasst hatten, gab Brett Favre bekannt, ein weiteres Jahr für die Packers spielen zu wollen. Es wurde eine der besten Spielzeiten seiner Karriere. Das Team gewann zehn der ersten elf Saisonspiele und beendete die Regular Season mit einer Bilanz von 13-3. Das war die beste Bilanz aller Teams in der NFC. Der Pass-Angriff der Packers war dank eines überragenden Favre sowie talentierter Wide Receiver wie Donald Driver oder Greg Jennings die drittbeste der gesamten NFL. Runningback Ryan Grant, der vor der Saison von den New York Giants nach Wisconsin wechselte, spielte ebenfalls eine überragende Saison. Im Divisional-Play-off-Spiel gegen die Seattle Seahawks lief Grant über 200 Yards und erzielte drei Touchdowns beim 42:20-Sieg im tief verschneiten Lambeau Field.
Im ersten NFC Championship Game seit zehn Jahren trafen die Packers am 20. Januar 2008 auf die New York Giants. Das Spiel ging dank eines Field Goals von Lawrence Tynes mit 23:20 nach Verlängerung an die Giants, welche danach den Super Bowl XLII ebenfalls für sich entscheiden konnten. Es sollte nach 297 aufeinanderfolgenden Spielen das letzte Spiel von Brett Favre im Trikot der Packers sein. Sein letzter Pass war eine entscheidende Interception in der Verlängerung. In den 16 Jahren bei den Packers übertraf er alle wichtigen NFL-Rekorde für die Quarterbacks und setzte mit seinen 5.377 angekommenen Pässe, 61.655 geworfenen Yards und 442 geworfenen Touchdowns bei 288 Interceptions für einige Jahre neue Maßstäbe.

### 2008 bis 2022 – Die „Aaron-Rodgers-Ära“
Im Vorfeld der Saison 2008 gab es einige wichtige Änderungen. Neben Ted Thompson erhielt auch Mike McCarthy einen neuen 5-Jahres-Vertrag in Green Bay. Im März 2008 verkündete Brett Favre unter Tränen seinen Rücktritt, überlegte es sich später aber noch einmal anders. Da sich die Packers bereits auf Aaron Rodgers als neuen Quarterback festgelegt hatten, wechselte Brett Favre zu den New York Jets.
Die Saison 2008 war die erste Saison nach 16 Jahren, in der der Quarterback in Green Bay nicht Brett Favre hieß. Rodgers, welcher 2005 von den Packers in der ersten Runde des Drafts verpflichtet wurde, spielte eine solide Saison. Er erzielte 28 Touchdowns und warf über 4.000 Yards. Dennoch reichte es nur zu sechs Siegen, was vor allem an schweren Verletzungen etlicher Verteidiger lag. Zudem wurden sieben Spiele nur mit weniger als vier Punkten Unterschied verloren. Nach der Saison wurden acht Assistenztrainer entlassen, darunter auch der bisherige Defensive Coordinator Bob Sanders. Er wurde durch Dom Capers ersetzt.
Die Saison 2009 stand ganz im Zeichen der Duelle mit Brett Favre, welcher von den Jets zu den Rivalen nach Minnesota wechselte. Am 4. Spieltag trafen die Minnesota Vikings im Monday Night Game auf die Packers. Das Spiel brach einige TV-Rekorde in den USA. Favre führte sein Team mit drei Touchdowns zum 30:23-Sieg. An Spieltag 8 gewannen die Vikings auch das 2. Duell, diesmal in Green Bay, mit 38:26. In den beiden Spielen wurde Aaron Rodgers insgesamt 14 Mal „gesackt“, schaffte aber dennoch fünf Touchdowns bei einer Interception. Nach der Partie verloren die Packers auch bei den bis dahin sieglosen Tampa Bay Buccaneers, was dazu führte, dass die Spieler eine Aussprache ohne Trainer abhielten. Dank der Aussprache sowie der Rückkehr des bis dato verletzten Tackle Mark Tauscher gewannen die Packers sieben der letzten acht Saisonspiele und schafften mit einer Bilanz von 11-5 den Einzug in die Play-offs. Aaron Rodgers gelang dabei das Kunststück, als erster Quarterback der NFL-Geschichte in den ersten zwei Jahren als Stammquarterback jeweils über 4000 Yards zu werfen. Zudem wurde Charles Woodson nicht nur dank neun Interceptions zum besten Defensivspieler der Saison gewählt. Die Saison endete jedoch mit einer 45:51-Niederlage im NFC Wildcard Game gegen die von Kurt Warner angeführten Arizona Cardinals.
Auch in der Saison 2010 konnten sich die Packers wieder eine Wildcard sichern. Nach einem verhaltenen Start mit drei Siegen aus den ersten sechs Spielen steigerte sich das Team und schloss die Saison mit einer Bilanz von 10-6 ab, womit es als 6. Team der NFC die Play-offs erreichte. Im Wildcard-Spiel trafen die Packers auf die Philadelphia Eagles, welche sie mit 21:16 bezwangen. Als klarer Außenseiter gehandelt, gingen sie nun in das Spiel gegen die Atlanta Falcons, welche in der regulären Saison das beste Team der NFC waren. Die Packers gewannen das Spiel jedoch überraschend und deutlich mit 48:21. Überragender Mann auf dem Feld war Aaron Rodgers, der in diesem Spiel 31 seiner 36 Pässe für insgesamt 366 Yards Raumgewinn und drei Touchdowns an den Mann brachte. Zudem erlief er selbst einen Touchdown. Im Conference-Finale trafen die Packers am 23. Januar 2011 auf ihren Erzrivalen, die Chicago Bears. Das Spiel endete 21:14 zugunsten von Green Bay, womit die Packers im Super Bowl XLV am 6. Februar auf die Pittsburgh Steelers trafen. Nachdem die Packers die erste Hälfte des Spiels dominiert und mit 21:10 zur Halbzeit geführt hatten, kamen die Steelers in der zweiten Hälfte immer mehr ins Spiel zurück, konnten den Rückstand jedoch zu keinem Zeitpunkt vollständig aufholen. Rodgers warf für 304 Yards und drei Touchdownpässe. Die Packers gewannen das Spiel mit 31:25. Rodgers wurde im Anschluss zum Super Bowl MVP gewählt.
Nach dem Gewinn des Super Bowls gingen die Packers als amtierender Meister mit viel Selbstvertrauen in die 2011er Saison. Das sechste Jahr unter Coach Mike McCarthy wurde die erfolgreichste Regular Season der Vereinsgeschichte. Die ersten 13 Saisonspiele wurden gewonnen, wodurch zusammen mit den vier Siegen aus der vergangenen Play-off-Periode und den beiden letzten Saisonspielen 2010/11 ein neuer Vereinsrekord aufgestellt wurde. Die Serie von 19 Siegen in Folge markiert die zweitlängste Siegesserie der NFL-Geschichte nach den 21 Siegen der New England Patriots in den Jahren 2003/04. Außerdem waren die 13 Siege ein Startrekord der NFC (zusammen mit den New Orleans Saints 2009). Die Packers verloren ihr 14. Saisonspiel bei den Kansas City Chiefs mit 14:19, was die einzige Niederlage der Regular Season bleiben sollte. Die Bilanz von 15-1 Siegen stellte einen neuen Vereinsrekord auf und war die beste Bilanz aller NFL-Teams. Damit sicherte sich Green Bay ein Freilos für die erste Play-off-Runde und das Heimrecht für die Divisional Play-offs am 15. Januar gegen die New York Giants. Das Spiel gegen die Giants verloren die Packers mit 20:37.
In der Spielzeit 2012 verloren die Packers drei der ersten fünf Spiele und verspieltem unter anderem eine 18-Punkte-Führung bei den Indianapolis Colts. Ebenfalls denkwürdig war die Niederlage bei den Seattle Seahawks am 3. Spieltag. Da sich die etatmäßigen Schiedsrichter im Streik befanden, wurden sie durch Amateurschiedsrichter, sogenannte „Replacements Referees“, ersetzt. Diese zeigten erwartungsgemäß einige Defizite, welche im Monday Night Game zwischen den Packers und Seahawks ihren Höhepunkt fanden und letztendlich dazu führten, dass sich die NFL und die etatmäßigen Schiedsrichter einigten. Die Packers führten Sekunden vor dem Ende mit 12:7 gegen die Seahawks, als Seattle Quarterback Russell Wilson einen langen Pass (ein sogenannter Hail Mary Pass) in die Endzone warf. Dort fing ein Verteidiger den Ball im Duell mit einem Wide Receiver ab, was auch einer der Schiedsrichter so sah. Doch ein anderer Schiedsrichter entschied sich für einen Touchdown und trotz klarer TV-Bilder blieb er bei der Entscheidung, was am Ende zur 12:14-Niederlage führte.
Zum Ende der Saison gewannen die Packers neun der letzten elf Spiele und schafften mit einer Bilanz von 11-5 als Gewinner der NFC North Division den Einzug in die Play-offs. Dort besiegten sie im heimischen Stadion den Rivalen aus Minnesota mit 24:10, doch schon eine Woche später endete die Saison 2012 wie sie begonnen hatte – mit einer Niederlage gegen die San Francisco 49ers. Im Candlestick Park erlebten die Packers einen rabenschwarzen Tag und wurden vor allem von Spielmacher Colin Kaepernick zeitweise vorgeführt. Am Ende verloren die Packers mit 31:45 gegen die 49ers, die später im Super Bowl XLVII auf die Baltimore Ravens trafen.
Im April 2013 wurde bekannt, dass die Packers den noch bis 2014 laufenden Vertrag mit Aaron Rodgers für 110 Millionen Dollar um weitere fünf Jahre verlängerten, was ihn bis dahin zum bestbezahlten Spieler der NFL machte, noch vor Joe Flacco.
In der Saison 2013 waren die Packers lange durch eine Verletzung von Aaron Rodgers geschwächt, konnten sich aber dennoch als Gewinner ihrer Division für die Play-offs qualifizieren. Dort verloren sie gegen die San Francisco 49ers mit 20:23 und schieden in der ersten Runde aus.
Die Saison 2014 verlief für Green Bay sehr gut und sie konnten mit 12 Siegen und 4 Niederlagen in die Play-offs einziehen. Im Conference-Finale spielten die Packers gegen die Seattle Seahawks. In einem abwechslungsreichen Spiel, in dem sie lange Zeit in Führung lagen, verloren sie schlussendlich in der Verlängerung gegen den späteren Super Bowl Vizesieger. Ebenfalls ungeschlagen konnten die Packers in die Regular Season 2015 starten, mussten dann aber mehrere Niederlagen einstecken, weshalb schon von einer Krise gesprochen wurde. So verloren die Packers das Spiel zu Hause im Lambeau Field gegen den Divisionsrivalen Detroit Lions zum ersten Mal seit vierzehn Jahren wieder. Eine Erklärung dafür war u. a. das Fehlen von Rodgers Lieblingsanspielstation Jordy Nelson, der sich schwer in der zweiten Woche verletzt hatte. Im späteren Rückspiel schafften die Packers hingegen ihr viertgrößtes Comeback, mit einem siegbringenden 61-Yard Hail Mary Pass von Rodgers auf Rodgers. Nach Überstehen der Wild-Card-Runde der Play-offs schieden sie in den Divisional Play-offs gegen die Arizona Cardinals mit 20:26 (nach Overtime) aus.
Nach elf Spieltagen der Saison 2016 konnten die Packers lediglich vier Siege und Platz drei in der Division hinter den Lions und den Vikings vorweisen, weshalb Aaron Rodgers und der Head-Coach Mike McCarthy heftig in die Kritik gerieten. Mit einem Endspurt von sechs Siegen am Stück, die Rodgers zuvor voraus sagte, erreichten die Packers dann doch noch als Sieger ihrer Division die Play-offs. Im Wildcard-Spiel gegen die New York Giants gewann man mit 38:13 und u. a. wieder einem 42-Yard Hail Mary Pass auf Cobb. In der zweiten Runde gegen die Dallas Cowboys gelang den Packers drei Sekunden vor Ende des letzten Viertels die Entscheidung zum 34:31-Sieg durch ein Fieldgoal und damit der Einzug in das Conference-Finale gegen die Atlanta Falcons, welches sie mit 21:44 verloren.
Die Saison 2017 begannen die Packers mit einer 4-1-Bilanz. Im Spiel fünf gegen die Cowboys konnten die Packers dabei auch einen 6:21-Rückstand noch zu einem 35:31-Sieg umwandeln. Im vierten Quarter wechselte dabei die Führung viermal, bevor Rodgers mit einer Minute Restspielzeit und einen 12-Yard Touchdown-Pass auf Davante Adams elf Sekunden vor Abpfiff das Spiel entschied. In Spiel sechs gegen die Minnesota Vikings brach sich Rodgers erneut wie 2013 das Schlüsselbein. Obwohl zuerst befürchtet worden war, dass er bis zum Ende der Regular Season ausfallen könnte, stand er bereits zwei Monate später am 17. Dezember beim Spiel gegen die Carolina Panthers wieder als Starting Quarterback auf dem Feld. Dieses ging jedoch mit 24:31 verloren, wobei Rodgers drei Interceptions warf. Die Niederlage, gepaart mit dem Sieg der Atlanta Falcons am Tag darauf, warf die Packers aus dem Play-off-Rennen und veranlasste das Team, Rodgers wieder auf die Verletztenliste zu setzen, um sein Schlüsselbein vollständig heilen zu lassen. Zudem verlor man in Woche 11 zu Hause gegen die Baltimore Ravens mit 0:23. Es war seit 2006 wieder die erste Begegnung, in dem die Packers keine Punkte erzielten. 2006 spielten sie gegen die Patriots und verloren 0:35. Die Packers beendeten die Saison mit einer Bilanz von 7-9 und verpassten zum ersten Mal seit 2008 wieder die Play-offs. Nach der Saison wurden durch das Verpassen der Play-offs ein Großteil des Coaching-Staffs ausgewechselt. So wurde u. a. Dom Capers, seit 2009 Defensive Coordinator der Packers, durch den ehemaligen Head Coach der Cleveland Browns Mike Pettine ersetzt. Zudem wurde Edgar Bennett als Offensive Coordinator durch Joe Philbin ersetzt, der diesen Job schon von 2007 bis 2011 innehatte. Nach 13 Jahren als General Manager zog sich auch Ted Thompson von seinem Amt zurück und wurde von Brian Gutekunst abgelöst. Nach dem Davante Adams in der Saison einen neuen Vier-Jahres-Vertrag über 58 Millionen US-Dollar unterschrieben hatte, war es keine Überraschung, dass die Packers aufgrund des Salary Cap nach der Saison den Vertrag von Jordy Nelson nicht verlängerten, weshalb er zu den Oakland Raiders wechselte. Mit Muhammad Wilkerson, Jimmy Graham und Tramon Williams konnte man jedoch einige Free-Agent-Veteranen nach Green Bay holen. Des Weiteren verlängerte Aaron Rodgers kurz vor Beginn der Saison 2018 seinen bis 2020 laufenden Vertrag mit den Packers bis 2023. Durch den Vertragsabschluss, mit dem er 134 Millionen US-Dollar über vier Jahre verdient, wobei 103 Millionen US-Dollar davon garantiert wurden, war er bis zum Vertragsabschluss von Russell Wilson im April 2019 der bis dahin höchstbezahlte Spieler der NFL-Geschichte. Wie im Vorjahr verpasste man allerdings am Ende der Saison auf dem dritten Platz der Division mit einer 6-9-1-Bilanz wieder die Play-offs. Nach der 17:20-Niederlage gegen die Cardinals in Spielwoche 13, die bis dahin nur zwei Spiele gewannen, wurde Mike McCarthy nach 13 Saisons bei den Packers als Head Coach entlassen. In dieser Zeit erreichte er mit dem Team eine 125-77-2-Bilanz in der Regular Season und eine 10-8-Bilanz mit dem Gewinn des Super Bowl XLV in den Play-offs. Als Interimstrainer bis zum Ende der Saison übernahm Joe Philbin den Posten des Head Coaches. Einer der Gründe für das wiederholte Verpassen der Play-offs wurde in der überforderten Defense gesehen, die in der Saison als eine der schlechtesten der Liga galt. Wurde in den Jahren zuvor unter GM Ted Thompson die Mannschaft über den Draft aufgebaut, verfolgte sein Nachfolger Gutekunst in seiner ersten kompletten Offseason den Mannschaftsumbau über die Free Agency. So holte er mit Preston Smith und Za’Darius Smith zwei Edge Rusher nach Green Bay, die die scheidenden Clay Matthews (unterschrieb bei den L.A. Rams) und Nick Perry (Free Agent) hochwertig ersetzen sollten. Mit Adrian Amos holte Gutekunst zudem neben den schon gedrafteten Cornerback Jaire Alexander und Safety Darnell Savage einen weiteren Safety, um die bis dahin schwache Secondary wieder zu stärken. Zuvor wurde am 8. Januar 2019 mit Matt LaFleur der neue Head Coach der Packers vorgestellt, welcher zuvor Offensive Coordinator bei den Rams unter Sean McVay und den Titans unter Mike Vrabel war.
Anlässlich des 100-jährigen Bestehens der National Football League, eröffneten die Packers mit dem Spiel gegen die Bears die Saison 2019, das sie mit 10:3 gewannen. Mit dem Spiel wurde die längste Rivalität der NFL zwischen den beiden Franchises thematisiert und zählte zu einem der NFL100 Game of the Week, bei dem durch die beiden spielenden Mannschaften ein historisches Spiel, eine jahrzehntelange Rivalität oder Ähnliches repräsentiert wurde. Neben der geschichtlichen Brisanz zwischen den beiden Mannschaften, war der Blick auch auf die neue Spielphilosophie von LaFleur gerichtet, der das am Ende unkreative Play-Calling von McCarthy durch Abwechslung und Finesse ersetzen sollte. Am Ende konnten sie die Saison mit 13 Siegen und drei Niederlagen abschließen, wobei sie wie zuletzt 2011 alle sechs Spiele ihrer Division gewannen. Mit dem Ergebnis waren die Packers zweiter der Conference und hatten somit in der ersten Runde der Play-offs spielfrei (eine sogenannte bye-week). Neben der guten Offensive Line und dem starken Laufspiel über Runningback Aaron Jones konnten die Packers auch knappe Spiele für sich entscheiden (sie gewannen acht ihrer Spiele mit acht oder weniger Punkte). Daneben konnte in der siebten Spielwoche beim 42:24-Sieg über die Raiders mit Rodgers zum ersten ein Quarterback der Packers ein perfektes Passer-Rating von 158,3 erreichen. Nachdem man die Seattle Seahawks in der Divisional Round der Play-offs noch mit 28:23 hatte besiegen können, verlor man das NFC Championship Game gegen die San Francisco 49ers deutlich mit 20:37, nachdem die Mannschaft bereits zur Halbzeit mit 0:27 zurückgelegen war. Ein wesentlicher Faktor war dabei der gegnerische Runningback Raheem Mostert, der mit vier Touchdowns und 220 Yards wesentlich zum Sieg der 49ers beitrug und dabei mehrere Rekorde aufstellte.
Um für die folgende Saison besser aufgestellt zu sein, wurde häufig darauf spekuliert, dass man Rodgers im Draft 2020, der als ein sehr guter für Wide Receiver angesehen wurde, weitere Waffen zur Verfügung stellt. Stattdessen wurde mit Jordan Love ein potenzieller Nachfolger für Rodgers in der ersten Runde gedraftet. Trotz der durch den Draft verursachten Unruhen gewannen die Packers wieder ihre Division und beendeten die Saison mit einer 13-3-Bilanz auf den ersten NFC-Setzplatz, wodurch sie wieder eine bye-week hatten und zusätzlich ihre Play-off Spiele zu Hause austragen konnten. Neben Rodgers, der durch seine Leistungen seine dritte MVP-Auszeichnung gewann, konnte die Offense der Packers in 12 ihrer 16 immer mehr als 30 Punkte erzielen. Während die Packers in den Play-offs noch die Rams mit 32:18 in der Divisional Round besiegen konnten, unterlag man wieder im NFC Championship Game, diesmal gegen die Tampa Bay Buccaneers mit 26:31. Die Saison 2021, in der zum einen aufgrund des neuen Collective Bargaining Agreement nun 17 statt 16 Spiele pro Team ausgetragen wurden und zum anderen weiterhin von der weltweiten COVID-19-Pandemie gezeichnet war, begann für die Packers mit einer 3:38-Niederlage gegen die Saints. Die Mannschaft konnte diese Niederlage jedoch schnell wegstecken und die nächsten sieben Spiele gewinnen. Dabei waren auch Siege gegen, z. B. die Steelers in Woche vier oder die Bengals in Woche fünf in Overtime. Der 27:17-Sieg gegen die Steelers war dabei gegen diese der erste Sieg in der Regular Season seit Spielwoche 17 im Jahr 1995. Der 25:22-Sieg gegen die Bengals in der darauffolgenden Woche wurde erst durch ein Field Goal von Crosby in der Overtime entschieden. Zuvor verschoss er jedoch drei Field Goals, die ebenfalls den Sieg gebracht hätten. Allerdings verschoss auch sein gegenüber Evan McPherson zwei spielentscheidende Field Goals. Am 3. November wurde Rodgers als ungeimpfter Spieler auf die COVID-19-Liste gesetzt, wodurch er nach den Regularien der NFL mindestens zehn Tage in Quarantäne verbringen musste und somit das folgende Spiel gegen die Chiefs fehlte. Diese Tatsache löste eine Kontroverse um den Impfstatus von Rodgers aus, da er vor der Saison angegeben hatte, dass er immunisiert sei. Die Saison beendeten die Packers schließlich mit 13 Siegen, 4 Niederlagen und dem ersten Seed in der NFC. Daneben gewann Rodgers seine vierte MVP-Auszeichnung. Während man in der Regular Season die San Francisco 49ers noch mit 30:28 besiegen konnte, sah das in der Divisional Round der Play-offs anders aus. Dort unterlag man wieder mit 10:13 gegen die 49ers, was unter anderen dem schlechten Spiel des Special Teams zugeschrieben wurde.

## Erfolge und Rekorde

### Erfolge
- NFL-Meisterschaften vor Einführung des Super Bowls

1929: kein Endspiel
1930: kein Endspiel
1931: kein Endspiel
1936: 21:6 gegen Boston Redskins
1939: 27:0 gegen die New York Giants
1944: 14:7 gegen die New York Giants
1961: 37:0 gegen die New York Giants
1962: 16:7 gegen die New York Giants
1965: 23:12 gegen die Cleveland Browns
- Super-Bowl-Siege

I – 1966: 35:10 gegen die Kansas City Chiefs
II – 1967: 33:14 gegen die Oakland Raiders
XXXI – 1996: 35:21 gegen die New England Patriots
XLV – 2010: 31:25 gegen die Pittsburgh Steelers
- NFC Championships

1996, 1997, 2010
Angegeben ist jeweils das Jahr der NFL-Saison. Der letzte Super-Bowl-Sieg der Saison 2010 fand im Februar 2011 statt.

### Rekorde
Green Bay Packers/Zahlen und Rekorde stellt wichtige individuelle Rekorde bei den Packers, die direkten Vergleiche mit den anderen American-Football-Teams, die Saisonbilanzen seit 1919 und die Erstrunden Draft-Picks seit 1936 dar. Weitere wichtige Teamrekorde sind:
- Die meisten aufeinanderfolgenden Heimspiele ohne Niederlage: 30 Spiele, davon 27 gewonnen und drei unentschieden (1928–1933)[91]
- die zweitmeisten aufeinanderfolgenden Heimsiege: 25 Siege (1995–1998)[92]
- Die zweitmeisten gewonnenen Spiele in einer Saison: 15 Siege (2011)[93][94]
- Die drittmeisten aufeinanderfolgenden Spiele ohne Niederlage: 23 Spiele, davon 21 gewonnen und zwei unentschieden (1928–1930)[95]
- Die drittmeisten aufeinanderfolgenden Auswärtsspiele ohne Niederlage: Zwölf Spiele, davon zehn gewonnen und zwei unentschieden (1928–1930)[96]
- Die meisten Punkte in einer Halbzeit: 49 (Spiel gegen die Tampa Bay Buccaneers am 2. Oktober 1983)[97]
- Die meisten Siege eines Franchise, inklusive Play-offs: 837[98]
- Mit ihrem Sieg gegen die Minnesota Vikings am 24. Dezember 2016 haben die Packers nun die meisten Siege eines Franchise in einem Stadion.[99] Aktuell stehen sie in der Regular Season bei 258 Siegen im Lambeau Field (Stand: Woche 18 2023).[100]

## Personen

### Spieler

#### Aktueller Kader
| Abkürzungen der Spieler-Positionen im American Football | Abkürzungen der Spieler-Positionen im American Football |
| ------------------------------------------------------- | --- |
| Offense                                                 | QB – Quarterback \| RB – Runningback \| FB – Fullback \| TE – Tight End \| E/WR – Wide Receiver \| T – Tackle \| G – Guard \| C – Center |
| Defense                                                 | DT – Defensive Tackle \| DE – Defensive End \| NT – Nose Tackle \| LB – Linebacker \| ILB – Inside Linebacker \| MLB – Middle Linebacker \| OLB – Outside Linebacker \| CB – Cornerback \| NB – Nickelback \| FS – Free Safety \| SS – Strong Safety |
| Special Teams                                           | K – Kicker \| P – Punter \| KS – Kicking Specialist \| KOS – Kickoff Specialist \| LS – Long Snapper \| RS – Return Specialist \| KOR/KR – Kick Returner \| PR – Punt Returner \| PP – Punt Protector                                                |

#### Trikotnummern, die nicht mehr vergeben werden

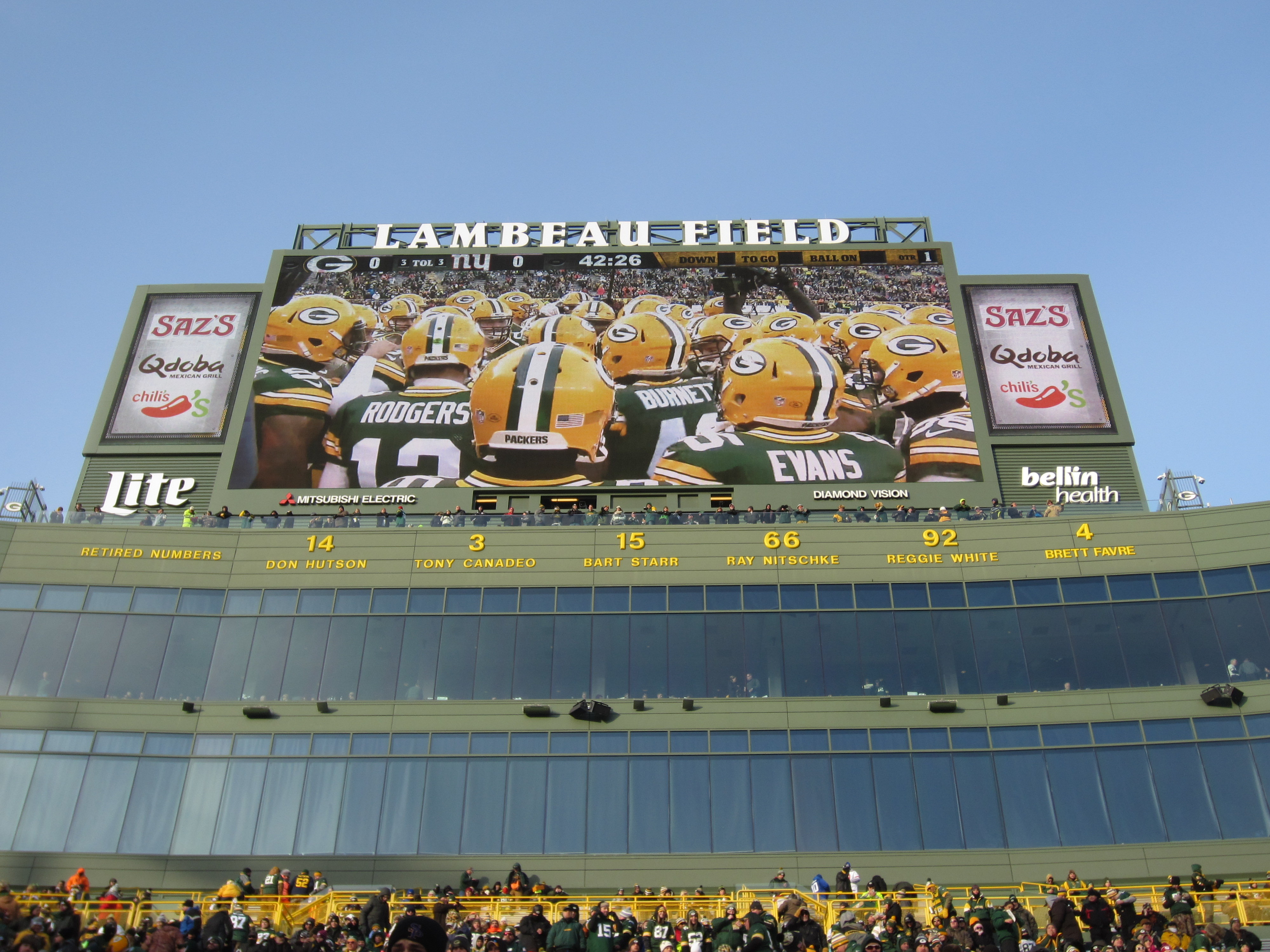
Die an der nördlich Endzone ausgestellten zurückgezogenen Trikotnummern im Januar 2017.

Seit ihrem mehr als 100-jährigen Bestehen haben die Packers offiziell sechs Trikotnummern, die nicht mehr vergeben werden (retired numbers). Die Spieler sind alle Mitglieder in der Pro Football Hall of Fame. Die Namen und dazugehörigen Nummern sind auf der grünen Fassade des Lambeau Field an der nördlichen Endzone sowie im Lambeau Field Atrium ausgestellt.
| Nr. | Spieler      | Position | Zeitraum             | Zurückgezogen |
| --- | ------------ | -------- | -------------------- | ------------- |
| 03  | Tony Canadeo | HB, QB   | 1941–1944, 1946–1952 | 1952          |
| 04  | Brett Favre  | QB       | 1992–2007            | 2015          |
| 14  | Don Hutson   | WR, DB   | 1935–1945            | 1951          |
| 15  | Bart Starr   | QB       | 1956–1971            | 1973          |
| 66  | Ray Nitschke | LB       | 1958–1972            | 1983          |
| 92  | Reggie White | DE       | 1993–1998            | 2005          |

#### Green Bay Packers Hall of Fame
In der Hall of Fame der Green Bay Packers werden ehemalige Spieler, Funktionäre und andere Personen der Packers geehrt, die sich um das Team verdient gemacht haben. Die von William L. Brault 1966 gegründete Hall of Fame war die erste ihrer Art, in der nur die Spieler eines Teams gewürdigt werden. In der Ausstellung, die im Atrium des Lambeau Fields beheimatet ist, sind zurzeit 170 Personen aufgenommen worden, von den 30 in der Pro Football Hall of Fame geehrt sind. Die jüngsten Mitglieder in der Hall sind der ehemalige Linebacker Clay Matthews und Defensive End Aaron Kampman, die 2024 aufgenommen wurden.

#### Packers in der Pro Football Hall of Fame
Eine Vielzahl an ehemaligen Spielern, Trainern und Funktionären der Green Bay Packers sind in die Pro Football Hall of Fame aufgenommen worden. Mit 38 Personen stellen die Packers nach den Bears die zweitmeisten Mitglieder in der Hall of Fame. Mit den Spielern Cal Hubbard, Don Hutson, John „Blood“ McNally und dem Mitbegründer und Trainer der Packers Earl „Curly“ Lambeau haben die Packers zudem vier Gründungsmitglieder in der Hall. Bobby Dillon wurde im Zuge der 100. Saison der NFL als eines von 15 Mitgliedern der „centennial class“, eine speziellen, erweiterten Klasse für das Jubiläum, in die Pro Football Hall of Fame gewählt. Mit Sterling Sharpe wurde 2025 der bisher letzte Spieler, die für Green Bay auflief, in der Hall aufgenommen.

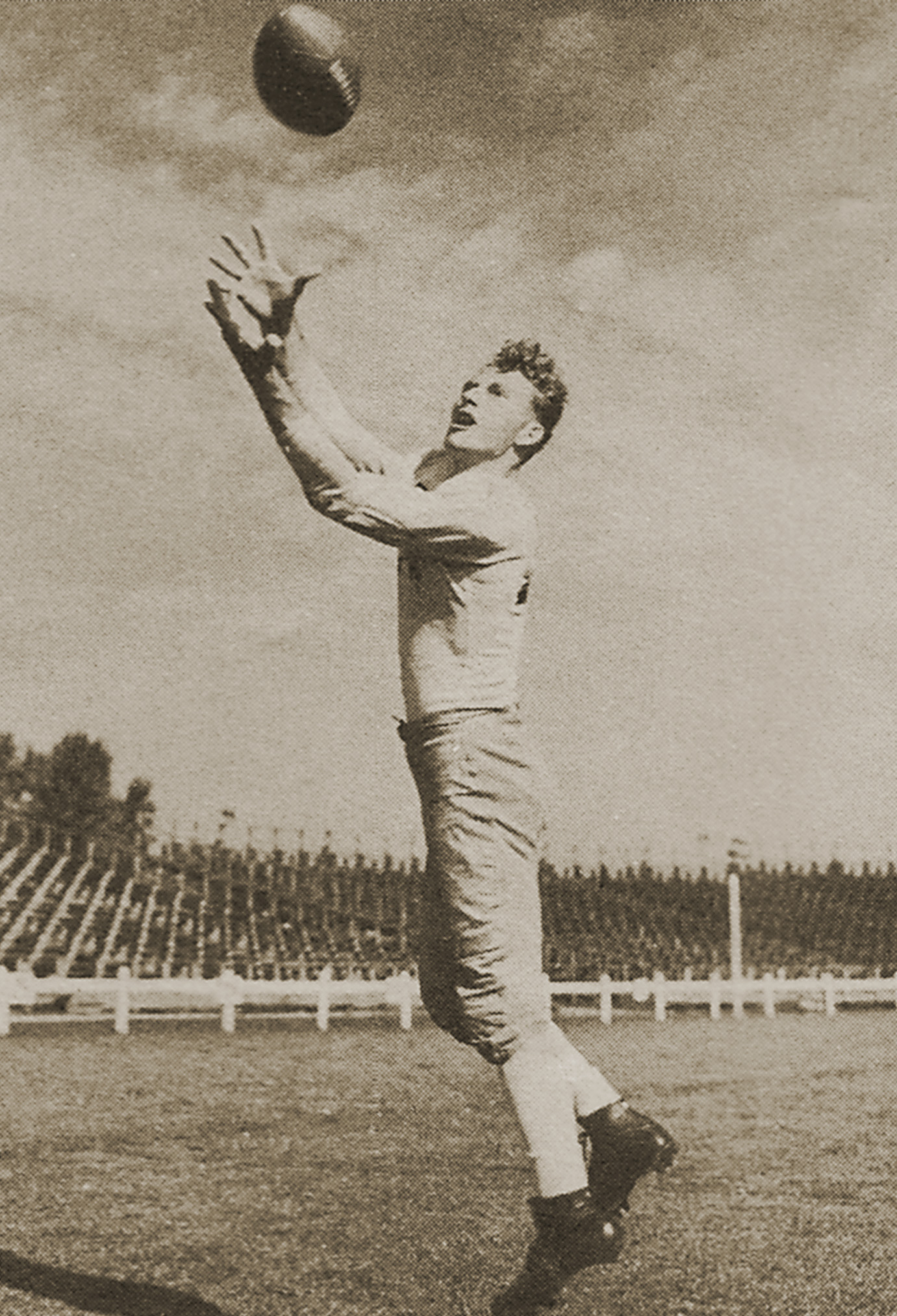
Don Hutsons Trikotnummer war die erste, die bei den Packers nicht mehr vergeben wurde.

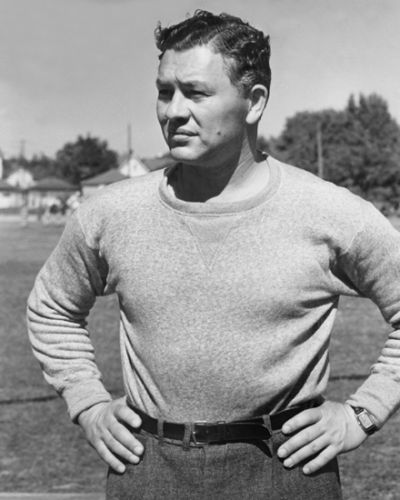
Curly Lambeau 1940.

Stand: 8. August 2025
| Trikotnummer | Name                 | Position          | Für die Packers aktiv | Jahr der Aufnahme |
| ------------ | -------------------- | ----------------- | --------------------- | ----------------- |
| 36           | Cal Hubbard          | T                 | 1929–1933, 1935       | 1963              |
| 14           | Don Hutson           | End               | 1935–1945             | 1963              |
| 20           | Earl „Curly“ Lambeau | FB, QB Head Coach | 1919–1929 1919–1949   | 1963              |
| 24           | John „Blood“ McNally | HB                | 1929–1933, 1935–1936  | 1963              |
| 30           | Clarke Hinkle        | FB                | 1932–1941             | 1964              |
| 2            | Mike Michalske       | G                 | 1929–1935, 1937       | 1964              |
| 38           | Arnie Herber         | QB                | 1930–1940             | 1966              |
| 35           | Walt Kiesling        | G                 | 1935–1936             | 1966              |
| 45           | Emlen Tunnell        | DB                | 1959–1961             | 1967              |
| –            | Vince Lombardi       | Head Coach        | 1959–1968             | 1971              |
| 3            | Tony Canadeo         | HB                | 1941–1944, 1947–1952  | 1974              |
| 83           | Len Ford             | DE                | 1958                  | 1976              |
| 31           | Jim Taylor           | FB                | 1958–1966             | 1976              |
| 75           | Forrest Gregg        | T                 | 1956, 1958–1970       | 1977              |
| 15           | Bart Starr           | QB                | 1956–1971             | 1977              |
| 66           | Ray Nitschke         | LB                | 1958–1972             | 1978              |
| 26           | Herb Adderley        | CB                | 1961–1969             | 1980              |
| 87           | Willie Davis         | DE                | 1960–1969             | 1981              |
| 51           | Jim Ringo            | C                 | 1953–1963             | 1981              |
| 5            | Paul Hornung         | HB                | 1957–1962, 1964–1966  | 1986              |
| 24           | Willie Wood          | S                 | 1960–1971             | 1989              |
| 83           | Ted Hendricks        | LB                | 1974                  | 1990              |
| 10           | Jan Stenerud         | K                 | 1980–1983             | 1991              |
| 74           | Henry Jordan         | DT                | 1959–1969             | 1995              |
| 80           | James Lofton         | WR                | 1978–1986             | 2003              |
| 92           | Reggie White         | DE                | 1993–1998             | 2006              |
| –            | Emmitt Thomas        | DC                | 1999                  | 2008              |
| –            | Dick LeBeau          | DB Coach          | 1976–1979             | 2008              |
| 89           | Dave Robinson        | LB                | 1963–1972             | 2013              |
| –            | Ron Wolf             | Funktionär        | 1991–2001             | 2015              |
| 4            | Brett Favre          | QB                | 1992–2007             | 2016              |
| 64           | Jerry Kramer         | G                 | 1958–1968             | 2018              |
| 44           | Bobby Dillon         | S                 | 1952–1959             | 2021 1            |
| 21           | Charles Woodson      | CB                | 2006–2012             | 2021              |
| 36           | LeRoy Butler         | S                 | 1990–2001             | 2022              |
| 90           | Steve McMichael      | DT                | 1994                  | 2024              |
| 56           | Julius Peppers       | LB                | 2014–2016             | 2024              |
| 84           | Sterling Sharpe      | WR                | 1988–1994             | 2025              |

### Trainer

#### Head Coaches

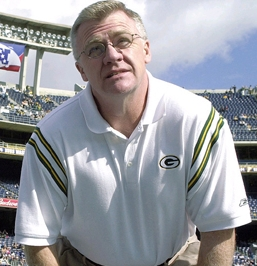
Mike Sherman war von 2000 bis 2005 Head Coach.

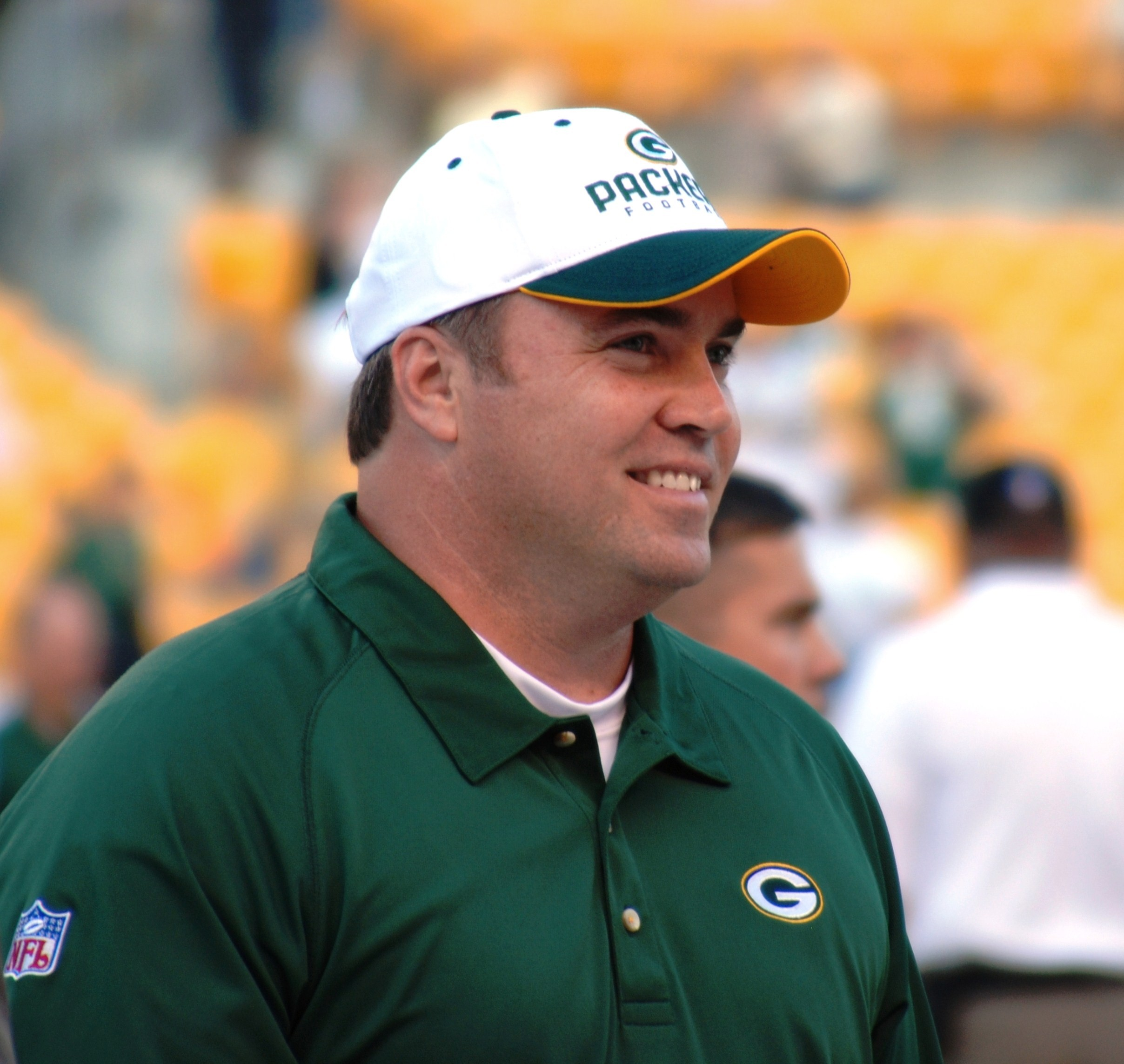
Mike McCarthy, von 2006 bis 2018 Head Coach der Packers.

| #      | Reihenfolge der Trainer                             |
| Spiele | Spiele als Trainer                                  |
| S      | Siege                                               |
| N      | Niederlagen                                         |
| U      | Unentschieden                                       |
| SQ     | Siegquote                                           |
| *      | Ausschließlich bei den Packers als Head Coach aktiv |

Stand: 23. Februar 2025
| 1  | Curly Lambeau     | 1921–1949 | 334 | 209 | 104 | 21 | 0,668 | 5  | 3  | 2 | NFL Championships (1929–1931, 1936, 1939, 1944) | [ 104 ] |
| 2  | Gene Ronzani* 2   | 1950–1953 | 46  | 14  | 31  | 1  | 0,311 | –  | –  | – | | [ 105 ] |
| 3  | Hugh Devore       | 1953      | 2   | 0   | 2   | 0  | 0,000 | –  | –  | – | | [ 106 ] |
| 4  | Ray McLean*       | 1953      | 2   | 0   | 2   | 0  | 0,000 | –  | –  | – | | [ 107 ] |
| 5  | Lisle Blackbourn* | 1954–1957 | 48  | 17  | 31  | 0  | 0,354 | –  | –  | – | | [ 108 ] |
| –  | Ray McLean*       | 1958      | 12  | 1   | 10  | 1  | 0,091 | –  | –  | – | | [ 107 ] |
| 6  | Vince Lombardi    | 1959–1967 | 122 | 89  | 29  | 4  | 0,753 | 10 | 9  | 1 | AP NFL Trainer des Jahres (1959) Sporting News NFL Trainer des Jahres (1961) UPI NFL Trainer des Jahres (1959) NFL Championships (1961–1962, 1965) Super Bowl I, II | [ 109 ] |
| 7  | Phil Bengtson     | 1968–1970 | 42  | 20  | 21  | 1  | 0,488 | –  | –  | – | | [ 110 ] |
| 8  | Dan Devinee*      | 1971–1974 | 56  | 25  | 27  | 4  | 0,481 | 1  | 0  | 1 | UPI NFC Trainer des Jahres (1972) | [ 111 ] |
| 9  | Bart Starr*       | 1975–1983 | 131 | 52  | 76  | 3  | 0,406 | 2  | 1  | 1 | | [ 112 ] |
| 10 | Forrest Gregg     | 1984–1987 | 63  | 25  | 37  | 1  | 0,403 | –  | –  | – | | [ 113 ] |
| 11 | Lindy Infante     | 1988–1991 | 64  | 24  | 40  | 0  | 0,375 | –  | –  | – | AP NFL Trainer des Jahres (1989) Sporting News NFL Trainer des Jahres (1989) UPI NFC Trainer des Jahres (1989)                                                      | [ 114 ] |
| 12 | Mike Holmgren     | 1992–1998 | 112 | 75  | 37  | 0  | 0,670 | 14 | 9  | 5 | Super Bowl XXXI | [ 115 ] |
| 13 | Ray Rhodes        | 1999      | 16  | 8   | 8   | 0  | 0,500 | –  | –  | – | | [ 116 ] |
| 14 | Mike Sherman*     | 2000–2005 | 96  | 57  | 39  | 0  | 0,594 | 6  | 2  | 4 | | [ 117 ] |
| 15 | Mike McCarthy 3   | 2006–2018 | 203 | 125 | 76  | 2  | 0,621 | 18 | 10 | 8 | Super Bowl XLV | [ 118 ] |
| 16 | Joe Philbin       | 2018      | 4   | 2   | 2   | 0  | 0,500 | –  | –  | – | | [ 119 ] |
| 17 | Matt LaFleur*     | 2019–     | 100 | 67  | 33  | 0  | 0,670 | 8  | 3  | 5 | | [ 120 ] |

## Spielstätte

### Die Stadien in Green Bay bis 1957

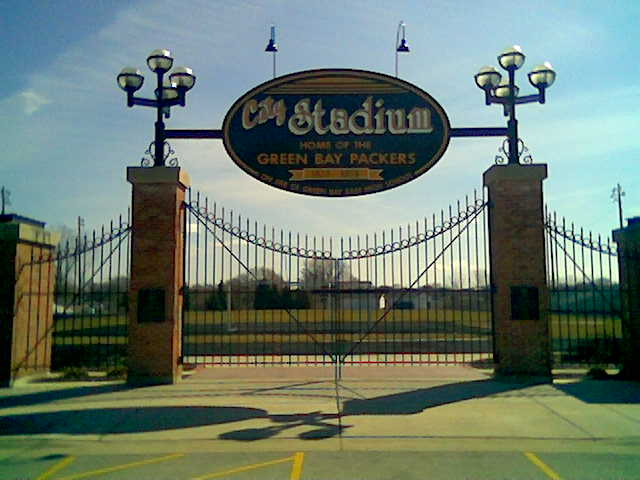
Das Eingangstor zum City Stadium, das heute noch von der Green Bay East High School benutzt wird.

Seitdem die Packers 1919 als Footballteam gegründet wurden, haben sie bis heute in acht verschiedenen Stadien ihre Heimspiele ausgetragen. Ihre erste Heimstätte war von 1919 bis 1922 der Hagemeister Park in Green Bay. Anfangs war die Spielstätte ein öffentlicher Park ohne Zäune, Tribünen oder andere Sachen. So konnte jeder die Spiele sehen, ohne Eintritt zu bezahlen, was jedoch auch ein Problem war, da kein Geld für die Spieler oder weiteres Equipment aufgetrieben werden konnte. Nur durch die Spenden, die in einem Hut gesammelt wurden, der durch die Zuschauerreihen lief, konnte man ein wenig Geld verdienen. 1920 wurde C. M. „Neil“ Murphy, ein lokaler Schreibmaschinenverkäfer, zum Geschäftsführer der Packers ernannt. Dieser begann damit, Zäune um das Spielfeld errichten zu lassen, damit die Mannschaft Eintritt verlangen konnte. Des Weiteren ließ er an der Nord- und Südseite des Spielfeldes Holztribünen aufstellen, auf denen ungefähr 1.500 Zuschauer das Spiel sitzend verfolgen konnten. Allerdings musste, aufgrund eines Vertrages, nach der Saison 1920 der Zaun und die Tribüne wieder abgerissen werden und das verwendete Holz der Indian Packing Company wieder zurückgeben werden. In der folgenden Saison konnte die Spielstätte jedoch an der gleichen Stelle mit dem gleichen Holz wiederaufgebaut werden. Bis zum Abriss des Parks im Frühling 1923 für die neue Green Bay East High School wurde die Sitzplatzkapazität bis auf 3.500 erhöht. Danach spielten die Packers von 1923 bis 1924 im Bellevue Park ihre Heimspiele aus. Das Stadion, das eigentlich für Baseball gedacht war, entsprach einerseits nicht den Wünschen der Mannschaft und anderseits waren die Fans unzufrieden mit dem ungefähr 3.300 fassenden Stadion, da es sich zu weit außerhalb von der Innenstadt befand. Aus dem Grund wechselten die Packers 1925 zum zweiten Mal ihre Heimstätte ins neu gebaute City Stadium. Dieses liegt an der Nordseite der Green Bay East High School, welche 1924 auf der Stelle der ersten Spielstätte der Packers, dem Hagemeister Park, errichtet wurde. Anfangs hatte das Stadion etwa 6.000 Sitzplätze, die über die Jahre auf 25.000 erhöht wurde. Die Packers bestritten bis zum 18. November 1956 dort ihre Heimspiele und konnten dort in den 32 Jahren sechs ihrer 13 NFL-Meisterschaften gewinnen. Eines der wenigen besonderen Merkmale des Stadions war eine knapp 120 m lange und 3,6 m hohe Sandsteineinfahrt, die 1940 am westlichen Ende erbaut wurde. Ansonsten bestand das City Stadium jedoch aus Holz und Hühnerdraht und genügte seit den 1940ern nicht mehr den Anforderungen der NFL. Zum einen gab es in und an dem Stadion keine Toiletten für Spieler und Fans und zum anderen hatte die Auswärtsmannschaft keine Umkleidekabine. Die Stadt wurde aus dem Grund von der Liga dazu gedrängt, entweder ein neues Stadion zu bauen oder die Packers zu verlieren. Da die Verantwortlichen der Packers die Mannschaft in der Stadt behalten wollten, entwarfen sie 1955 ein Konzept für ein neues 32.000 Zuschauer fassendes Stadion, für das sich auch 1956 in einer Umfrage die Mehrheit der Fans aussprach. Bereits in der ersten Spielwoche der Saison 1957, am 29. September 1957, wurde das 32.500 Zuschauer fassende „New“ City Stadium mit dem Spiel gegen die Bears offiziell eröffnet. Das Spiel, das sich auch Vize-Präsident Richard Nixon, NFL-Commissioner Bert Bell und Bears Owner George Halas anschauten, gewannen die Packers mit 21:17 und ebnete den Fortbestand der Packers in Green Bay.

### Die Spielstätte in Milwaukee

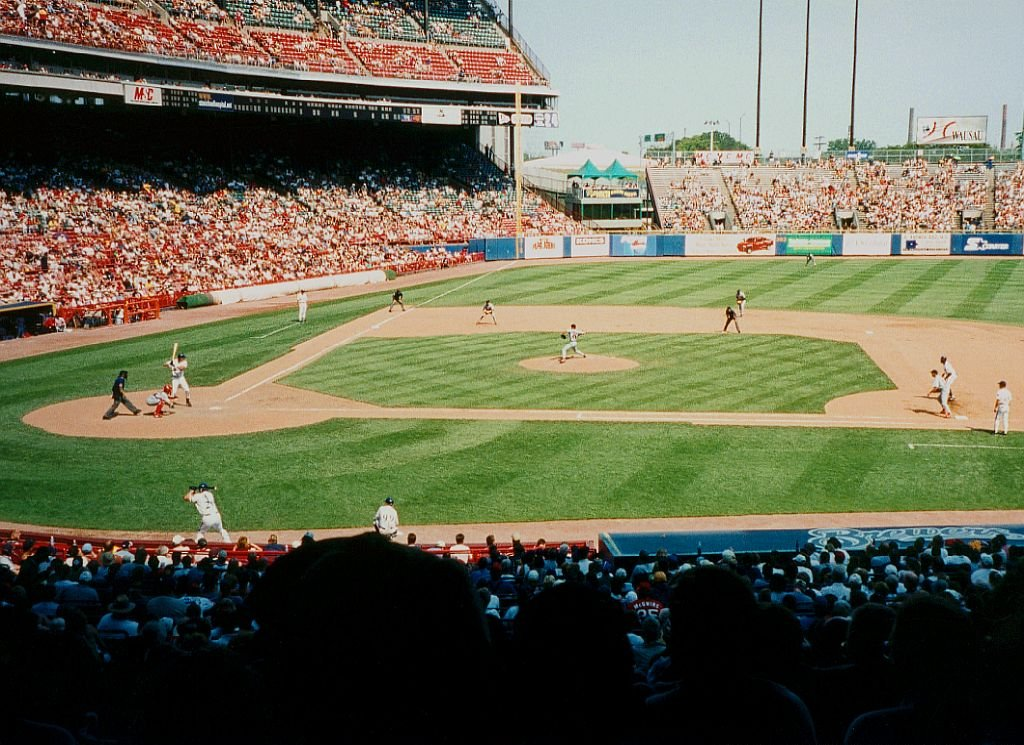
Das County Stadium im Jahr 2000.

Ohne dem Stadion-Neubau wären die Packers möglicherweise nach Milwaukee, Wisconsin, umgezogen. Dort hatten die Packers seit 1933 bis zu drei Spiele pro Saison absolviert, wodurch die Stadt das zweite Zuhause der Packers wurde. Entstanden ist diese spezielle Heimspiel-Konstellation am 1. Oktober 1933, als die Packers zum ersten Mal in der Stadt ein Heimspiel im Borchert Field, einem Baseballplatz, bestritten. Milwaukee als Stadt hatte zu der Zeit mit etwa 580.000 Einwohnern mehr als zehnmal so viele Bewohner wie Green Bay und die Verantwortlichen machten sich großen Hoffnungen darauf, in der Stadt eine weitere Fangemeinde zu etablieren, durch die man wiederum mehr Geld verdienen konnte. Im darauffolgenden Jahr bis 1951 spielte man im Wisconsin State Fair Park einen Teil der Heimspiele aus. Eines der Highlights der Spielstätte war dabei die Austragung des Championship Games 1939, das die Packers vor einer Rekordkulisse mit 27:0 gegen die Giants gewannen. Da Milwaukee eine wirtschaftlich starke Stadt war, war man irgendwann auch daran interessiert, dass Sportmannschaften gerne in Stadt kamen. So begann man 1950 mit der Planung eines neuen Stadions, dem Milwaukee County Stadium, unter anderem mit der Hoffnung, ein Franchise der MLB beheimaten zu können. Mit der Eröffnung des Stadions 1953 gelang den Verantwortlichen mit den damaligen Milwaukee Braves dieser Coup auch. Die Packers spielten ab dem Jahr auch ausgewählte Heimspiele in dem neuen Stadion, nachdem man 1952 für ein Jahr übergangsweise in das Marquette Stadium, einem ehemaligen Stadion der Marquette University, umgezogen war. Da die Packers zu der Zeit ihre offiziellen Heimspiele immer noch im veralteten City Stadium austrugen und von der Liga zu einem Stadion-Neubau gedrängt wurde, gab es in Milwaukee große Hoffnungen, bei einem Nichtneubau das Franchise nach Milwaukee zu bringen. Da die Stadt Green Bay jedoch an ihrer Footballmannschaft festhielt und 1957 ein neues Stadion errichtete, kam es zu keinem Umzug und die Packers spielten wie in den Jahren zuvor bis 1994 bis zu drei ausgewählte Heimspiele in Milwaukee.

### Seit 1957 – Das „Lambeau Field“
Das neugebaute Stadion in Green Bay hieß anfangs auch City Stadium, wurde jedoch zur besseren Unterscheidung als New City Stadium bekannt. Am 3. August 1965 erhielt es den aktuellen Namen, nachdem zwei Monate zuvor der Packersgründer Curly Lambeau gestorben war: Lambeau Field. Das Lambeau Field ist seit der Eröffnung am 29. September 1957 Spielstätte der Packers und damit heute das älteste Stadion der NFL und das drittälteste, nach Fenway Park und Wrigley Field, der amerikanischen Profimannschaften. Bei seiner Einweihung war das Stadion das erste, das speziell nur für ein NFL-Franchise gebaut wurde. Zu dem Zeitpunkt spielten die anderen elf Mannschaften in Einrichtungen, die sie entweder mit Baseballteams der MLB teilten oder sie trugen ihre Heimspiele in Einrichtungen aus, die für andere Zwecke erbaut wurden. Das Lambeau Field konnte anfangs 32.500 Zuschauer aufnehmen und wurde über die Jahre auf 81.435 Plätze erweitert.
Die Packers haben in der Nähe vom Lambeau Field drei Trainingsgebäude: das Don Hutson Center, ein Indoortrainingseinrichtung; das Ray Nitschke Field, ein Außenfeld mit Kunstrasen und das Clarke Hinkle Field, ein Außenfeld mit Naturrasen.

## Uniform und Logo

Das Helmlogo der Packers seit 1961.

Die aktuellen Trikotfarben dark-green, gold und weiß der Packers waren nicht die Original Team-Farben der Mannschaft, sondern entwickelten sich erst mit der Zeit. Als Lambeau die Packers gründete, entschied er sich für dunkelblau-goldene Mannschaftstrikots. Diese Farben wählte er, da er zuvor für Notre Dame spielte und die Notre Dame Fighting Irish ebenfalls die Farben trugen und heute noch tragen. Durch die Farbgebung wurden die Packers in den Anfangsjahren auch als bays, als the blues oder zeitweise auch als the big bay blues bezeichnet. Da der ursprüngliche Sponsor der Packers, die Indian Packing Company, um 1920 von der Acme Packing Company gekauft wurde, und Acme die Mannschaft weiter unterstützte, trugen die Spieler 1921 einen Aufnäher mit den Buchstaben ACME auf der Brust. Nachdem die Packers nach der Saison durch den Verband nach einem Regelverstoß kurzzeitig ausgeschlossen, jedoch durch Lambeaus Überzeugungsarbeit und der Strafzahlung von 50 US-Dollar wieder aufgenommen worden waren, trennte man sich von Acme als Sponsor und man ersetzte die Buchstaben durch einen goldenen Kreis mit blauen Nummern der Spieler darin. In den folgenden Jahren wurden die kleinen blauen Zahlen der Spielernummern durch große goldene Zahlen ersetzt und auch bei den Hosen und Shoulder Pads wurden goldene Farben gewählt. Ab 1935 trugen die Spieler zum ersten Mal grüne Trikots mit goldenen Ärmeln und Hosen. Allerdings spielte man einige Jahre später wieder in navy-blau und gold. 1938 wurde auch zum ersten Mal mit dem alternativen Trikot in weiß und goldenen Buchstaben gespielt, da es in einem Spiel sonst zu Unterscheidungsschwierigkeiten der Spieler gekommen wäre. Das bekannte Grün der Neuzeit wurde durch den zweiten Trainer der Packers Gene Ronzani etabliert, der wollte, dass man in Green Bay auch in Grün spielte (green (englisch grün)). Allerdings wich das Grün noch vom aktuell verwendeten dark green ab und man experimentierte in den folgenden Jahren mit den Farbkombinationen aus grün und gold. In den 50ern kam ein weiteres Markenzeichen der Packers-Uniform hinzu, als sie die bis dahin verwendeten Lederhelme durch modernere Footballhelme aus Plastik, die bei den Packers in gold-metallic ausfielen, ersetzten. Die Helme in gold sind bis heute geblieben und werden seit 1961 von dem damals neu erschaffenem Helmlogo ergänzt. Das Logo, ein ovales „G“, das sich bis heute nur wenig verändert hat, wurde 1961 von Gerald Braisher, Verantwortlicher für das Equipment der Mannschaft und seinem Assistent John Gordon, damaliger Kunststudent des St. Norbert Colleges, entwickelt und gezeichnet. In Auftrag gegeben wurde es zuvor vom Head Coach und General Manager Vince Lombardi, der entschied, dass die Helme verziert werden sollen.
Neben den aktuellen Trikots in dunkel-grün/gold und weiß/gold haben die Packers seit 2010 ein alternatives Trikot, das sich mit navy-blauen Jerseys, braunem Helm, leinfarbigen Hosen und goldfarbigen Namen und Nummern auf dem Rücken an der Farbgebung der Anfangsjahre orientiert.

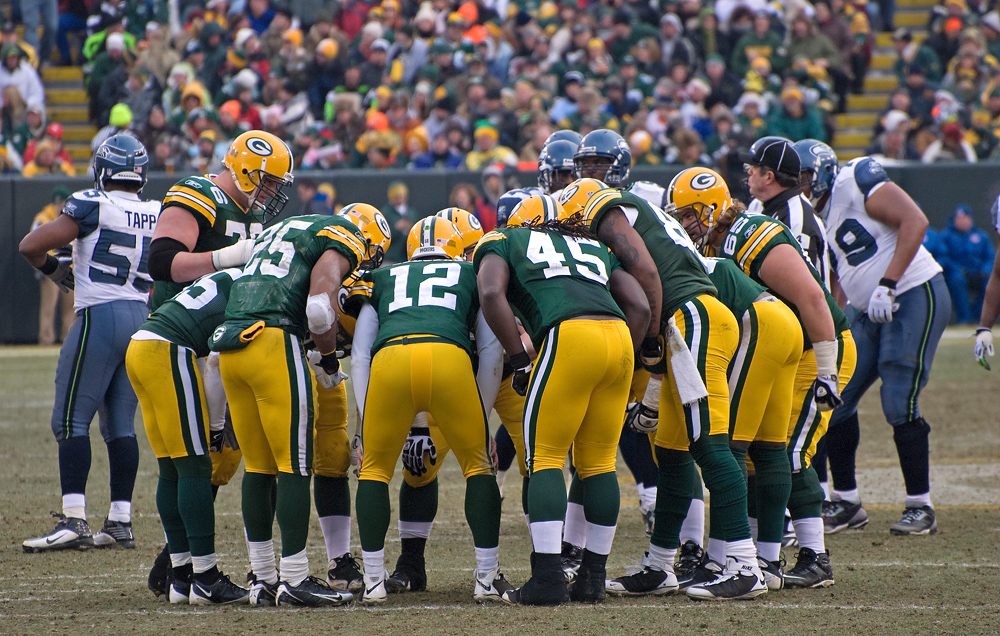
Die Heimtrikots mit Jerseys in dunkel-grün und den goldenen Helmen und Hosen
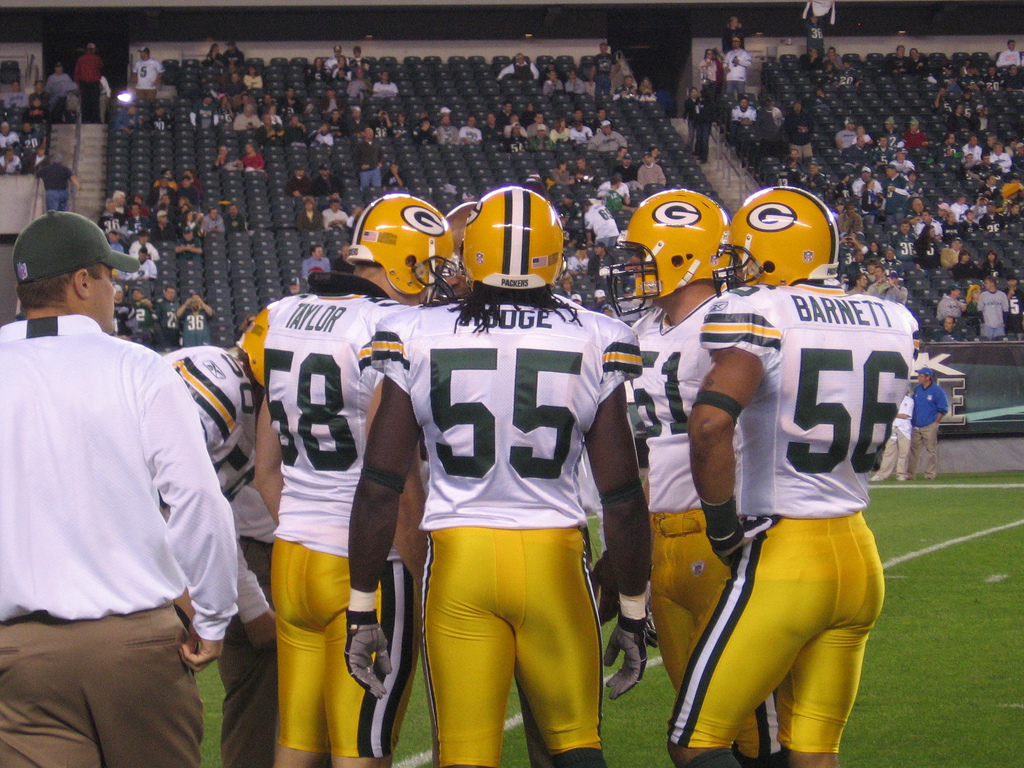
Die Auswärtstrikots mit Jerseys in weiß und den goldenen Helmen und Hosen
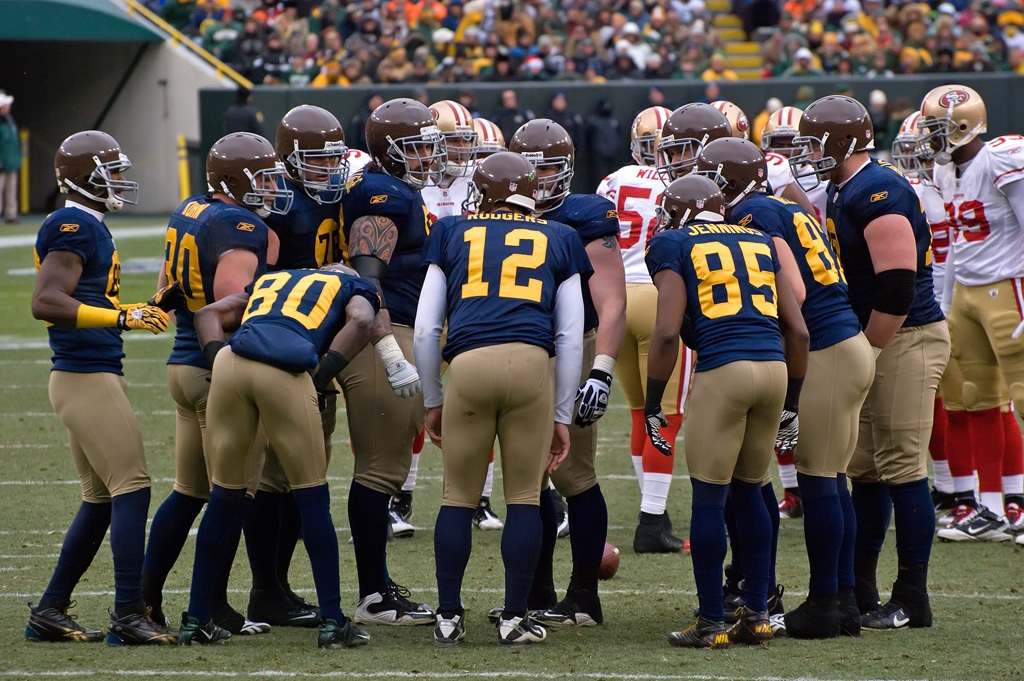
Das sogenannte throwback-Jersey, das farblich an das Trikot aus dem Jahr 1929 erinnert

## Wirtschaftliche und finanzielle Aspekte

### Green Bay Packers, Inc.
Green Bay Packers, Inc. ist der offizielle Name der am 11. August 1923 gegründeten, öffentlich und gemeinnützig geführten Gesellschaft, die die NFL-Footballmannschaft der Green Bay Packers besitzt. Die Gesellschaft ist, im Gegensatz zu allen anderen Teams der vier großen Sportligen in den USA, die im Besitz von einzelnen Personen, Beteiligungsgesellschaften oder anderen Rechtsträgern sind, in Streubesitz und wird Stand 2016 von 360.760 Aktionären gehalten. Niemand darf dabei mehr als 200.000 Aktien besitzen, was ungefähr 4 Prozent der zurzeit 5.011.562 ausgegebenen Aktien entspricht. Im Gegensatz zu normalen Aktienkäufen gibt es auf die Aktien der Packers keine Dividenden, sie dürfen nicht weiter verkauft werden, außer wieder zurück ans Team, und bringen keine Vorteile beim Erwerb von Dauerkarten. Als Aktionär hat man jedoch das Recht, das 45-köpfige Green Bay Packers Board of Directors (zu deutsch: Aufsichtsrat) mitzuwählen, bekommt eine Einladung zur jährlich stattfindenden Mitgliederversammlung und hat Anspruch auf exklusives Merchandise. Green Bay ist das einzige Team mit dieser öffentlichen Besitzstruktur in der NFL. Diese Struktur hat auch Bestandsschutz, da die NFL-Eigentümer-Politik vorschreibt, dass jedes Team einen führenden Eigentümer haben muss, der zusammen mit seiner Familie mindestens 30 Prozent der Anteile halten muss. Da die Gesellschaft öffentlich ist und ohne Gewinnabsicht geführt wird, veröffentlichen die Packers als einziges Franchise der amerikanischen Profiligen jährlich ihre finanzielle Bilanz. Seit dem Bestehen der Gesellschaft 1923 waren bisher fünf Aktienemissionen (stock sales) notwendig, mit deren Einnahmen mal das Franchise vor der Insolvenz gerettet, mal das Lambeau Field erweitert und ausgebaut wurde.

#### Board of Directors
Die Green Bay Packers, Inc. wird von einem siebenköpfigen Executive Committee (Exekutivkomitee) geführt, welche von dem 45-köpfigen Green Bay Packers Board of Directors gewählt werden. Das Komitee besteht dabei aus einem Präsidenten, einem Vizepräsidenten, einem Schatzmeister, einem Geschäftsführer und drei weiteren Mitgliedern. Der Posten des Präsidenten, den zurzeit Mark Murphy innehat, wird als einziger bezahlt und vertritt die Packers normalerweise bei den Treffen der Eigentümer.

#### Green Bay Packers Foundation
Das Team rief im Dezember 1986 die Stiftung Green Bay Packers Foundation ins Leben. Sie unterstützt verschiedene Aktivitäten und Programme aus den Bereichen Bildung, Gesundheitswesen, Humanitäre Hilfe und Jugendarbeit. Seit einer Satzungsänderung 1997 gehen die Verkaufserlöse an die Stiftung, falls die Green Bay Packers verkauft werden.

### Finanzen
| Geschäftsjahr | Einnahmen (in Mio. US-Dollar) | Ausgaben (in Mio. US-Dollar) |
| ------------- | ----------------------------- | ---------------------------- |
| 2011/12       | 302                           | 259                          |
| 2012/13       | 308                           | 253,7                        |
| 2013/14       | 321,4                         | 298,5                        |
| 2014/15       | 375,7                         | 336,3                        |
| 2015/16       | 408,7                         | 333,7                        |
| 2016/17       | 440,0                         | 376,1                        |
| 2017/18       | 454,9                         | 420,9                        |
| 2018/19       | 477,9                         | 477,2                        |
| 2019/20       | 506,9                         | 436,6                        |
| 2020/21       | 371,1                         | 409,9                        |
| 2021/22       | 578,6                         | 501,3                        |
| 2022/23       | 610,3                         | 541,6                        |

|  |

Da die Packers mehrheitlich den Fans gehören, sind die Packers verpflichtet, jedes Jahr einen Finanzbericht vorzustellen. Damit sind die Packers das einzige Franchise der NFL, das Auskunft über seine Finanzen gibt und dadurch auch Rückschlüsse über die finanziellen Aspekte der anderen Franchise gewährt. Im zuletzt veröffentlichten Finanzbericht 2018/19, wobei das Geschäftsjahr am 31. März 2019 endete und die Saison 2018 beinhaltet, haben die Packers Einnahmen in Höhe von 477,9 Millionen US-Dollar erwirtschaftet und dabei einen Gewinn von 724.000 US-Dollar erzielt, während sie ein Jahr zuvor noch einen Gewinn von 34 Millionen US-Dollar generierten. Die Ausgaben lagen somit bei 477,2 Millionen US-Dollar, wobei ein wesentlicher Teil der Mehrkosten durch zahlreiche Verpflichtungen in der Free Agency und dem neuen Vierjahresvertrag von Quarterback Aaron Rodgers zustande gekommen waren. Da die Packers zudem 2018 zum zweiten Mal hintereinander nicht an den Play-offs teilnahmen, brachen auch ein Teil dieser Einnahmen weg. Weitere Ausgaben, die in dem Bericht genannt sind, sind u. a. die stetige Renovierung des Lambeau Fields und der Neubau des sogenannten Titletown District, ein um das Stadion neugestaltetes Areal, das den Tourismus durch ganzjährige Aktivitäten für Einheimische und Touristen und als lokales Einkaufs- und Unterhaltungsziel unterstützen soll. Da die Einnahmen in den letzten Jahren stetig gestiegen sind (siehe Tabelle rechts: Einnahmen und Ausgaben der Packers in den letzten Jahre) und obwohl die Packers den kleinsten Fernsehmarkt bedienen, sind sie in der NFL das Franchise mit dem neun- bis achthöchsten Einnahmen pro Jahr. Eine Einnahmequelle, der sich andere Franchise bedienen, sind das vergeben der Namensrechte des eigenen Stadions. Diese Quelle wird von den Packers nicht benutzt, stattdessen vergeben sie die Namensrechte für die Eingangstore.
Auch wenn die Packers aufgrund ihrer besonderen Eigentumsverhältnisse durch eine Person oder Gesellschaft nicht mehrheitlich gekauft werden kann, schätzte das Forbes Magazine den Wert des Franchise dennoch in den letzten Jahren. Im Jahr 2023 hatten die Packers dabei einen geschätzten Wert von 4,6 Milliarden US-Dollar. Damit sind sie von den 32 NFL-Teams das zwanzigwertvollste Team. Der geschätzte Wert der Packers 2023 ist somit im Vergleich zum Vorjahr um rund 8 % gestiegen.

## Fans und Außendarstellung

### Fangemeinschaft
Die Fangemeinschaft der Packers ist sehr passioniert, da u. a. Geldmittel für die Mannschaft durch Aktienverkäufe an die Fans generiert wurden und dadurch das Franchise seit 1923 den Fans gehört. Die Passion zeigt sich daran, dass seit 1960 jedes ihrer Heimspiele ausverkauft ist. Dauerkarten für die Heimspiele der Packers zu bekommen ist äußerst schwer, da eine Warteliste besteht, die voraussichtlich in knapp 1000 Jahren erst abgearbeitet wäre, wenn keine neuen Interessenten hinzukämen.
Die Fans der Packers nennen sich Cheeseheads (Käseköpfe), was auch allgemein für Bewohner des US-Bundesstaates Wisconsin gilt.
Im Jahr 2008 errangen die Fans der Packers den zweiten Platz im ESPN-Ranking der besten Fans.

### Cheerleading
In der Franchisegeschichte der Packers gab es eine Vielzahl an Cheerleader Gruppen. Die Packers waren 1931 eine der ersten Mannschaften, bei denen Cheerleader an der Seitenlinie die Mannschaft und das Publikum anfeuerte. In den folgenden 57 Jahren traten die Cheerleader unter drei verschiedene Namen bei den Heimspielen der Packers auf. Als Packerettes nannte sich 1950 die erste professionell arbeitende Cheerleader-Mannschaft der Packers. Von 1961 bis 1972 wurden die Cheerleader Golden Girls, von 1973 bis 1977 wieder Packerettes und von 1977 bis 1988 Sideliners genannt. 1988 wurde beschlossen, dass die Packers ohne Proficheerleader arbeiten und nur noch von Cheerleadern der nahen Colleges unterstützt werden sollen. Die Packers sind zurzeit eine von sechs Footballmannschaften, die keine professionelle Cheerleaderabteilung hat.

### Lambeau Leap

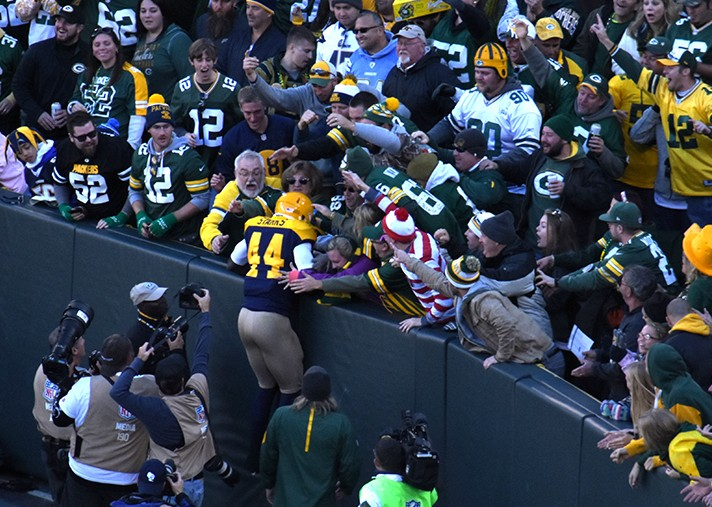
James Starks beim Ausführen des Lambeau Leaps.

Eine Besonderheit während der Spiele im Lambeau Field ist der von einigen Spielern sogenannte Lambeau Leap (engl.: leap = der Sprung). Dabei springt der Spieler, nachdem er Punkte erzielt hat, in die Fankurve, die an der Endzone stehen. Der Leap wurde vom Safety LeRoy Butler am 26. Dezember 1993 erfunden, nachdem er einen Fumble in die Endzone zurückgetragen hatte. Populär wurde der Leap später durch den Wide Receiver Robert Brooks. Als die NFL 2000 exzessive Freudenfeste verboten hat, fiel der Lambeau Leap unter Bestandsschutz und wurde daher nicht verboten.

### Rivalitäten
Aufgrund ihres langen Bestehens in der NFL und der geographischen Lage besteht zwischen den Packers und den anderen Teams der NFC North eine große Rivalität. Daneben bestehen Rivalitäten mit anderen Teams der NFC aufgrund geschichtsträchtigen Spielen oder häufigen Aufeinandertreffen, besonders in den Play-offs.

#### Chicago Bears
Die Rivalität zwischen den Packers und den Bears ist die längste in der Geschichte der NFL. Sie begann 1921 mit dem Eintritt der Packers in die NFL und umfasst seitdem 208 Regular Season und Post Season Spiele. Seit dem Sieg der Packers am 28. September 2017 gegen die Bears konnten diese zum ersten Mal seit 1933 mehr Siege als die Bears bei ihren Aufeinandertreffen aufweisen. Vor der Saison 2024 konnten die Packers 107-mal und die Bears 95-mal gewinnen. Sechsmal trennten sich die beiden Mannschaften ohne Sieger. Allerdings ist sie nicht die am längsten durchgehende Rivalität, da 1982 aufgrund des Spielerstreikes keine Spiele zwischen den beiden Mannschaften stattfanden. Beide Teams haben zusammen 22 NFL-Titel (davon fünf seit Einführung des Super Bowls 1967) gewonnen. 77 ehemalige Mitglieder dieser beiden Mannschaften sind in der Pro Football Hall of Fame vertreten (40 von den Bears und 37 von den Packers, wobei Steve McMichael und Julius Peppers für beide Teams gespielt haben). Da beide in derselben Division spielen, treffen sie mindestens zweimal jede Saison aufeinander. Seit 2013 tragen einige Fans der Bears, in Anspielung auf die Cheeseheads der Packers, Käseraspeln als Kopfbedeckungen. Ein Auslöser für die Rivalität mit den Bears war eine Beschwerde von Trainer und Besitzer der Bears George Halas an die NFL nach der ersten Saison Green Bays im neuen Verband 1921. Halas hatte herausgefunden, dass die Packers in einem Spiel College-Spieler eingesetzt hatten. Ein klarer Regelverstoß und die Packers wurden vom Verband prompt rausgeworfen. Es kostete Lambeau einiges an Überzeugungsarbeit, um eine weitere Chance zu erhalten. Die 50 Dollar Gebühr für den Wiedereintritt zahlte er aus eigener Tasche und eine bis heute anhaltende Rivalität war geboren. Dass die Rivalität zwischen den beiden Mannschaften auch seitens der NFL Beachtung findet, sieht man in der Tatsache, dass die 100. Saison der NFL mit dem Spiel der Chicago Bears gegen die Green Bay Packers am 5. September 2019 begann. Die Liga brach damit ihre jahrelange Tradition, dass der Titelverteidiger, in dem Fall die New England Patriots, die Saison eröffnete.

#### Detroit Lions
Die Rivalität mit den Lions besteht seit 1930, als sich die Packers und die Lions, damals noch unter dem Namen Portsmouth Spartans und in Portsmouth, Ohio beheimatet, zum ersten Mal trafen. Seit der Saison 1933 sind die beiden Mannschaften Divisionsrivalen und spielen seit 1932 bis heute mindestens zweimal im Jahr gegeneinander. Somit ist die Auseinandersetzung die am längsten fortlaufende Rivalität in der NFL. Bislang kam es in den 189 Aufeinandertreffen zu 106 Siegen der Packers, 76 Siegen der Lions und 7 Unentschieden.
Während dieser Zeit gab es einige besondere Spiele. So besiegten die Packers die Lions am letzten Spieltag in der Saison 2008 mit 31:21, wodurch die Lions das erste Team in der NFL waren, das am Ende der Saison eine Bilanz von 0-16 aufwies. Nach einem 18:16-Sieg in der Saison 2015 schafften es die Lions zum ersten Mal nach 14 Jahren wieder in Green Bay zu gewinnen. Beim Rückspiel in Detroit schafften die Packers währenddessen die größte Aufholjagd in der Geschichte ihrer Zusammentreffen. Das Spiel wurde später als Miracle in Motown bezeichnet. Am letzten Spieltag der Saison 2018 gelang den Lions das erste Mal seit 1973 mit einem 31:0-Sieg wieder ein shutout, d. h. die Packers mussten eine Niederlage einstecken, ohne selber Punkte zu erzielen. Vor dem letzten Spieltag der Saison 2022 standen die Packers und Lions bei einer Bilanz von 8-8. Allerdings konnten nur noch die Packers mit einem Sieg über die Lions die Play-offs erreichen, während die Lions aufgrund der tie-breaker Regularien der NFL diese im Vorfeld schon verpassten. Am Ende siegten die Lions mit 20:16 und warfen dadurch die Packers aus dem Play-off-Rennen. Dieses war zudem Aaron Rodgers letztes Spiel für die Packers, da er in der darauffolgenden Off-Season zu den New York Jets wechselte.

#### Minnesota Vikings
Die Rivalität mit den Vikings begann 1961, als die Vikings neu als Expansion Team in die NFL kamen. Bei 119 Aufeinandertreffen kam es dabei zu 66 Siegen, 58 Niederlagen und 3 Unentschieden für die Packers. Die geografische Lage der beiden Franchises ist ein Grund für die bestehende Rivalität, da die beiden Teams in benachbarten Bundesstaaten liegen (Minnesota und Wisconsin), die sich auch in anderen Bereichen rivalisierend gegenüberstehen. Diese Bereiche umfassen besonders die Sportarten, die die beiden Universitäten Minnesota und Wisconsin in der Big Ten Conference der National Collegiate Athletic Association (NCAA) gegeneinander spielen. Besondere Brisanz bekam die Rivalität 2005 beim ersten Play-off-Duell der beiden Mannschaften, als Randy Moss nach dem Sieg in Green Bay den Packers-Fans seinen Hintern präsentierte. Zudem sorgte der Wechsel von Packers-Legende Brett Favre über den Umweg New York Jets zu den Vikings für einen großen Aufschrei in der Packers-Fanbase.

#### Dallas Cowboys
Seit 1960, als die Cowboys neu als Expansion Team in die NFL kamen, spielten die Packers gegen die Cowboys. Allerdings begann die sportliche Rivalität zwischen den beiden Teams erst in den späten 60er Jahren, als beide Teams vor dem Zusammenschluss der NFL und AFL erfolgreich waren, was darin gipfelte, dass sie 1966 und 1967 in beiden NFL Championship Games aufeinander trafen. Die beiden Championship Games konnten die Packers gewinnen und damit jeweils an den AFL-NFL World Championship Game, welche später als Super Bowl bekannt wurden, teilnehmen. Besonders das 1967 ausgetragene NFL Championship Game ging in die Geschichte als Ice Bowl ein, da das Spiel bei −25 Grad Celsius stattfand und erst Sekunden vor Schluss durch ein Touchdown von Bart Starr entschieden wurde.
Obwohl die beiden Teams in den beiden folgenden Jahrzehnten immer wieder in der Regular Season gegeneinander spielten, flammte die Rivalität erst wieder in den 90er Jahren auf, als neben den San Francisco 49ers sowohl die Packers als auch die Cowboys zu den stärksten Teams der NFC gehörten. Zwischen 1993 und 1995 trafen die beiden Teams in der Postseason dreimal in Folge in Dallas aufeinander, wobei Dallas jedes Mal gewann. Mit einer 9-2-Bilanz während der Zeit von Brett Favre dominierten die Cowboys die Rivalität. Während der nachfolgenden Aaron Rodgers-Ära dominierten die Packers die Rivalität mit acht Siegen und zwei Niederlagen.

### Besondere Spiele und Spielzüge

#### Miracle in Motown
Das erste Spiel gegen die Lions in der Saison 2015 wurde zu Hause im Lambeau Field verloren, wodurch die Lions zum ersten Mal nach 14 Jahren wieder in Green Bay gewinnen konnten. Beim Rückspiel am 3. Dezember 2015 in Detroit schafften die Packers währenddessen die größte Aufholjagd in der Geschichte ihrer Zusammentreffen. Bis zum letzten Spielzug lagen die Packers zurück. Nachdem der letzte Snap an der eigenen 24-Yard Linie ausgeführt worden war, schafften es die Packers eigentlich nicht den erforderlichen Raumgewinn zu erzielen. Da beim Snap jedoch eine Penalty Flag geworfen und somit ein Foul begangen wurde, musste der Snap nach NFL-Regularien wiederholt werden, da kein Spiel mit einer Strafe beendet werden darf. Beim darauffolgenden Spielzug warf Aaron Rodgers einen erfolgreichen 61-Yard Hail Mary Pass in die Endzone, der vom Tight End Richard Rodgers gefangen wurde. Mit diesem Pass siegten die Packers 27:23, wobei sie kurz nach der Halbzeit noch mit 0:20 zurücklagen und bis zu diesem Pass nie die Führung innehatten. Durch dieses viertgrößte Comeback und den Wurf von Rodgers, der auch fast das Dach des Ford Field berührte, wurde das Spiel später als Miracle in Motown bezeichnet.

#### Fail Mary
Die Saison 2012 begann mit einem Streik der NFL-Schiedsrichter, so dass Schiedsrichter aus dem College Football oder niederen Profiligen einsprangen. Nach einer Reihe von fragwürdigen Schiedsrichterleistungen kam es am 24. September 2012 beim Spiel der Packers gegen die Seattle Seahawks zu einem Eklat. In den Schlusssekunden führten die Packers mit 12:7, als Seahawks-Quarterback Russell Wilson einen sehr langen Vorwärtspass (Hail Mary Pass) in die Endzone von Green Bay warf. Sowohl Packers-Safety M. D. Jennings sowie Seahawks-Wide-Receiver Golden Tate kamen an den Football, aber während der Side Judge auf Interception für die Packers entschied, gab der Back Judge einen Touchdown für die Seahawks, was vom Rest der Schiedsrichter nach Videobeweis übernommen wurde. Somit gewannen die Seahawks in letzter Sekunde, doch da die TV-Aufzeichnungen zeigten, dass Tate vorher Jennings regelwidrig weggeschoben hatte (Pass Interference), war die Empörung in der Öffentlichkeit groß. In Anlehnung an den Hail Mary Pass errang dieser kontroverse Touchdown den Spitznamen Fail Mary (engl.: to fail = scheitern). Er trug dazu bei, dass die NFL-Referees ein verbessertes Angebot bekamen und der Streik beigelegt wurde.

#### 4th and 26
Beim 4th and 26 handelt es sich um einen Spielzug, der sich zwischen den Philadelphia Eagles und den Packers im Divisional-Game der Saison 2003 abspielte. Die Packers führten bis kurz vor dem Schluss nach einem Field Goal mit 17:14. Nach dem Kickoff starteten die Eagles ihren letzten Spielzug mit einem 22-Yard Lauf. Doch beim nächsten Spielzug warf Donovan McNabb, Quarterback der Eagles, beim ersten Versuch ein incomplete Pass, d. h. der Ball wurde nicht gefangen. Beim zweiten Versuch handelten sich die Eagles eine Fünf-Yard-Strafe für einen False Start ein. Beim darauffolgenden Spielzug wurde McNabb an der eignen 26-Yard Linie gesackt. Mit dem dritten Versuch konnten die Eagles ihre Position nicht verbessern, da der Ball nach dem Pass wieder nicht gefangen wurde. Da nur noch 1:12 min zu spielen waren und die Eagles kein Timeout mehr hatten, spielten sie auch den vierten Versuch aus, im Wissen, dass sie mindestens 26 Yards zu überbrücken hatten, um wieder ein First Down zu erreichen. McNabb warf beim vierten Versuch einen 28-Yard Pass auf Freddie Mitchell. Hätten die Eagles das First Down nach dem vierten Versuch nicht erreicht, hätten laut den Regeln die Packers an der entsprechenden Stelle den Ball bekommen und das Spiel wäre für die Packers gewonnen. So schafften es die Eagles nach weiteren First Downs, ein erfolgreiches 37-Yard Field Goal zu schießen, wodurch das Spiel in die Overtime ging. Nachdem die Eagles den Münzwurf gewonnen hatten und nach drei Versuchen den Ball hatten punten müssen, hatten die Packers die Möglichkeit zu punkten. Allerdings warf Brett Favre eine Interception, die wieder 35 Yards zurückgetragen wurde. Durch das 31-Yard Field Goal gewannen die Eagles mit 20:17 und konnten zum dritten Mal hintereinander im NFC Championship Game mitspielen. Das Spiel gegen die Carolina Panthers verloren sie allerdings mit 3:14.

#### Snow Bowl
Der Snow Bowl war 1985 ein Spiel zwischen den Packers und den Tampa Bay Buccaneers, das für sein starkes Schneeaufkommen im Lambeau Field bekannt wurde. Schon vor dem Kick-Off lag auf dem Spielfeldrasen eine ca. 30 cm hohe Schneedecke, die während des Spiels durch weiteren Schneefall noch weiter zunahm. Durch den starken Schneefall war das Stadion auch nur mit ca. 19.900 Zuschauern zu ein Drittel gefüllt. Das Spiel konnten die Packers mit 21:0 für sich entscheiden, da die Buccaneers u. a. mit ihren weißen Auswärtstrikots spielen mussten und Steve Young dadurch seine Receiver im Schneegestöber nicht mehr sehen konnte.

#### Ice Bowl
The Ice Bowl ist die Bezeichnung für das 1967 ausgetragene NFL Championship Game zwischen den Green Bay Packers und den Dallas Cowboys, das bei −25 Grad Celsius stattfand.